# Relações entre Alemanha e União Soviética (1918–1941)
As Relações Germano-Soviéticas datam do rescaldo da Primeira Guerra Mundial. O Tratado de Brest-Litovski, ditado pela Alemanha, pôs fim às hostilidades entre a Rússia e a Alemanha; foi assinado em 3 de março de 1918. Poucos meses depois, o embaixador alemão em Moscou, Wilhelm von Mirbach, foi morto a tiros por Socialistas Revolucionários de Esquerda russos numa tentativa de incitar uma nova guerra entre a Rússia e a Alemanha. Toda a embaixada soviética sob Adolph Joffe foi deportada da Alemanha em 6 de novembro de 1918, pelo seu apoio ativo à Revolução Alemã. Karl Radek também apoiou ilegalmente atividades subversivas comunistas na Alemanha de Weimar em 1919.
Desde o início, ambos os estados buscaram derrubar a nova ordem estabelecida pelos vencedores da Primeira Guerra Mundial. A Alemanha, sofrendo com reparações onerosas e atormentada pelas disposições de responsabilidade coletiva do Tratado de Versalhes, era uma nação derrotada em constante turbulência. Isso e a Guerra Civil Russa transformaram a Alemanha e os soviéticos em párias internacionais, e sua reaproximação resultante durante o entreguerras foi uma convergência natural. Ao mesmo tempo, a dinâmica de seu relacionamento foi moldada tanto pela falta de confiança quanto pelos temores dos respectivos governos de que seu parceiro rompesse o isolamento diplomático e se voltasse para a Terceira República Francesa (que na época era considerada a detentora da maior força militar da Europa) e a Segunda República Polonesa, suaaliada. O relacionamento econômico dos países diminuiu em 1933, quando Adolf Hitler chegou ao poder e criou a Alemanha Nazista; no entanto, as relações foram retomadas no final da década de 1930, culminando com o Pacto Molotov-Ribbentrop de 1939 e vários acordos comerciais.
Poucas questões relativas às causas da Segunda Guerra Mundial são mais controversas e ideologicamente carregadas do que a questão das políticas da União Soviética sob Josef Stalin em relação à Alemanha nazista entre a tomada do poder pelos nazistas e a invasão alemã da URSS em 22 de junho de 1941. Existe uma variedade de teses concorrentes e contraditórias, incluindo: que a liderança soviética procurou ativamente outra grande guerra na Europa para enfraquecer ainda mais as nações capitalistas; que a URSS seguiu uma política puramente defensiva; ou que a URSS tentou evitar se envolver em uma guerra, tanto porque os líderes soviéticos não sentiam que tinham as capacidades militares para conduzir operações estratégicas naquela época, e para evitar, parafraseando as palavras de Stalin ao 18.º Congresso do Partido em 10 de março de 1939, "puxar as castanhas de outras nações (Reino Unido e França) para fora do fogo."

## União Soviética e Alemanha de Weimar

### Revolução e fim da Primeira Guerra Mundial

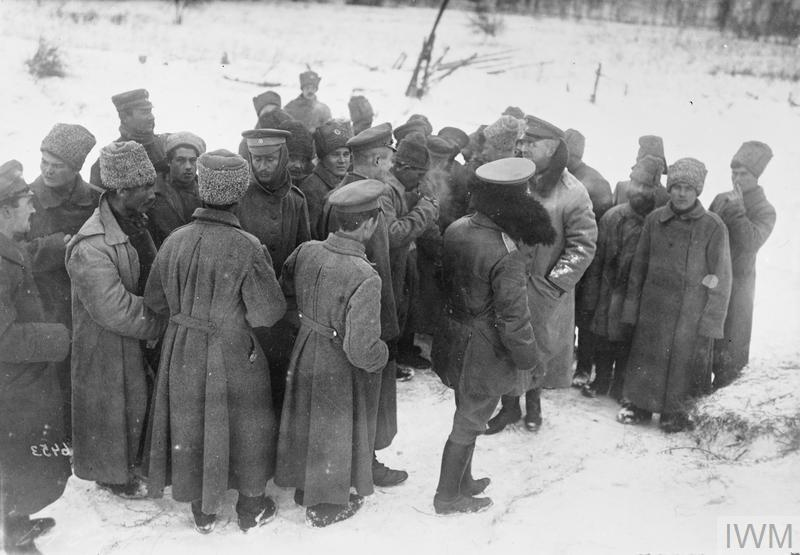
Tropas alemãs e bolcheviques confraternizando na área do rio Yaselda, fevereiro de 1918

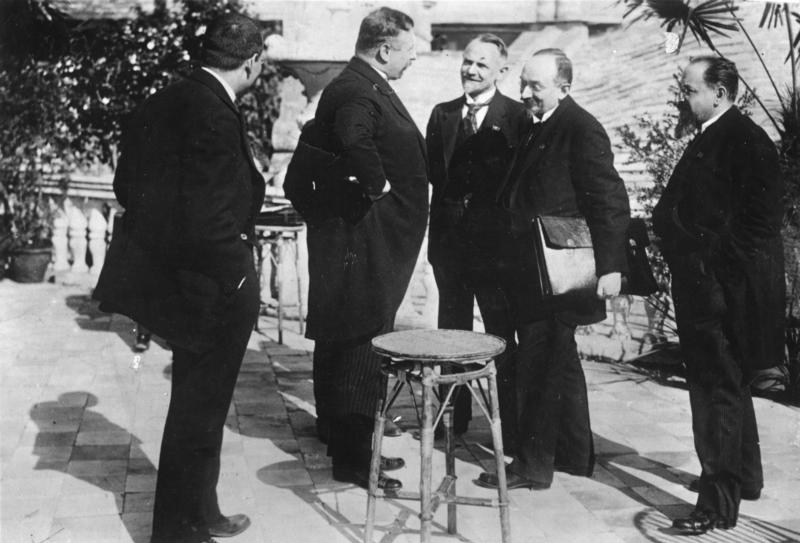
Tratado de Rapallo, Joseph Wirth com Leonid Krasin, Georgy Chicherin e Adolf Joffe, 1922

O resultado da Primeira Guerra Mundial foi desastroso tanto para o futuro da Alemanha quanto para a República Socialista Federativa Soviética da Rússia. Durante a guerra, os bolcheviques lutaram pela sobrevivência, e Vladimir Lenin não teve outra opção a não ser reconhecer a independência da Finlândia, Estônia, Letônia, Lituânia e Polônia. Além disso, diante de um avanço militar alemão, Lenin e Leon Trótski foram forçados a entrar no Tratado de Brest-Litovski, que cedeu grandes áreas do território russo ocidental ao Império Alemão. Em 11 de novembro de 1918, os alemães assinaram um armistício com os Aliados, encerrando a Primeira Guerra Mundial na Frente Ocidental. Após o colapso da Alemanha, tropas britânicas, francesas e japonesas intervieram na Guerra Civil Russa.
Inicialmente, a liderança soviética esperava uma revolução socialista bem-sucedida na Alemanha como parte da "revolução mundial". No entanto, as tentativas de estabelecer repúblicas de estilo soviético na Alemanha foram locais e de curta duração (Baviera: 25 dias; Bremen: 26 dias; Würzburg: 3 dias) ou falharam completamente (como a revolta espartaquista). Posteriormente, os bolcheviques se envolveram na guerra soviética com a Polônia de 1919-1920. Como a Polônia era um inimigo tradicional da Alemanha (veja, por exemplo, Revoltas da Silésia) e como o estado soviético também estava isolado internacionalmente, o governo soviético começou a buscar um relacionamento mais próximo com a Alemanha e, portanto, adotou uma atitude muito menos hostil em relação à Alemanha. Essa linha foi consistentemente perseguida pelo Comissário do Povo para Relações Exteriores, Georgii Chicherin, e pelo Embaixador Soviético Nikolay Krestinsky. Outros representantes soviéticos que tiveram papel fundamental nas negociações foram Karl Radek, Leonid Krasin, Christian Rakovsky, Victor Kopp e Adolph Joffe.
Na década de 1920, muitos na liderança da Alemanha de Weimar, que se sentiram humilhados pelas condições que o Tratado de Versalhes impôs após sua derrota na Primeira Guerra Mundial (especialmente o General Hans von Seeckt, chefe do Reichswehr), estavam interessados em cooperar com a União Soviética, tanto para evitar qualquer ameaça da Segunda República Polonesa, apoiada pela Terceira República Francesa, quanto para impedir qualquer possível aliança soviético-britânica. Os objetivos alemães específicos eram o rearmamento total da Reichswehr, que era explicitamente proibido pelo Tratado de Versalhes, e uma aliança contra a Polônia. Não se sabe exatamente quando os primeiros contatos entre von Seeckt e os soviéticos ocorreram, mas pode ter sido já em 1919-1921, ou possivelmente até antes da assinatura do Tratado de Versalhes.
Em 16 de abril de 1920, Victor Kopp, representante especial da RSFSR em Berlim, perguntou no Ministério das Relações Exteriores da Alemanha se "havia alguma possibilidade de combinar o Exército Alemão e o Exército Vermelho para uma guerra conjunta contra a Polônia". Este foi mais um evento no início da cooperação militar entre os dois países, que terminou antes da invasão alemã da União Soviética em 22 de junho de 1941.
No início de 1921, um grupo especial no Ministério do Reichswehr dedicado aos assuntos soviéticos, o Sondergruppe R, foi criado.
O exército da Alemanha de Weimar havia sido limitado a 100.000 homens pelo Tratado de Versalhes, que também proibia os alemães de possuir aeronaves, tanques, submarinos, artilharia pesada, gás venenoso, armas antitanque ou muitas armas antiaéreas. Uma equipe de inspetores da Liga das Nações patrulhou muitas fábricas e oficinas alemãs para garantir que essas armas não estivessem sendo fabricadas.

### Tratado de Rapallo de 1922 e cooperação militar secreta
O Tratado de Rapallo entre a Alemanha de Weimar e a Rússia Soviética foi assinado pelo Ministro das Relações Exteriores alemão Walther Rathenau e seu colega soviético Georgii Chicherin em 16 de abril de 1922, durante a Conferência Econômica de Gênova, anulando todas as reivindicações mútuas, restaurando relações diplomáticas plenas e estabelecendo o início de relações comerciais estreitas, o que fez da Alemanha de Weimar o principal parceiro comercial e diplomático da União Soviética.
Rumores de um suplemento militar secreto ao tratado logo se espalharam. No entanto, por muito tempo o consenso foi que esses rumores estavam errados e que as negociações militares soviético-alemãs eram independentes de Rapallo e mantidas em segredo do Ministério das Relações Exteriores alemão por algum tempo. Este ponto de vista foi posteriormente contestado. Em 5 de novembro de 1922, seis outras repúblicas soviéticas, que logo se juntariam à União Soviética, concordaram em aderir ao Tratado de Rapallo também.
Os soviéticos ofereceram à Alemanha de Weimar instalações no interior da URSS para a construção e teste de armas e para treinamento militar, bem longe dos olhos dos inspetores do Tratado. Em troca, os soviéticos pediram acesso aos desenvolvimentos técnicos alemães e assistência na criação de um Estado-Maior do Exército Vermelho.
Os primeiros oficiais alemães foram para a Rússia Soviética para esses propósitos em março de 1922. Um mês depois, a Junkers começou a construir aeronaves em Fili, nos arredores de Moscou, violando Versalhes. A fábrica conjunta construiu os projetos totalmente metálicos mais recentes da Junkers. Os projetistas de aeronaves soviéticos aprenderam novas técnicas na fábrica, como Andrei Tupolev e Pavel Sukhoi. Depois que a fábrica foi entregue ao uso soviético, adaptações soviéticas dos bombardeiros Junker foram fabricadas lá, como o Tupolev TB-1 e o Tupolev TB-3.
O grande fabricante de artilharia Krupp logo se tornou ativo no sul da URSS, perto de Rostov-on-Don. Em 1925, uma escola de aviação foi estabelecida perto de Lipetsk (escola de pilotos de caça de Lipetsk) para treinar os primeiros pilotos da futura Luftwaffe. Desde 1926, o Reichswehr pôde usar uma escola de tanques em Kazan (escola de tanques Kama) e uma instalação de armas químicas no Oblast de Saratov (local de teste de gás de Tomka). Por sua vez, o Exército Vermelho obteve acesso a essas instalações de treinamento, bem como à tecnologia e teoria militar da Alemanha de Weimar.
Os soviéticos ofereceram instalações para a construção de submarinos em um porto no Mar Negro, mas a oferta não foi aceita. A Kriegsmarine aceitou uma oferta posterior de uma base perto de Murmansk, onde os navios alemães poderiam se esconder dos britânicos. Durante a Guerra Fria, essa base em Polyarnyy (construída especialmente para os alemães) tornou-se o maior depósito de armas do mundo.

#### Documentação
A maioria dos documentos relativos à cooperação militar secreta germano-soviética foram sistematicamente destruídos na Alemanha. As comunidades de inteligência polonesa e francesa da década de 1920 estavam notavelmente bem informadas sobre a cooperação. Isso, no entanto, não teve nenhum efeito imediato nas relações alemãs com outras potências europeias. Após a Segunda Guerra Mundial, os documentos do general Hans von Seeckt e as memórias de outros oficiais alemães tornaram-se disponíveis, e após a dissolução da União Soviética, um punhado de documentos soviéticos sobre isso foram publicados.

### Relações na década de 1920

#### Comércio

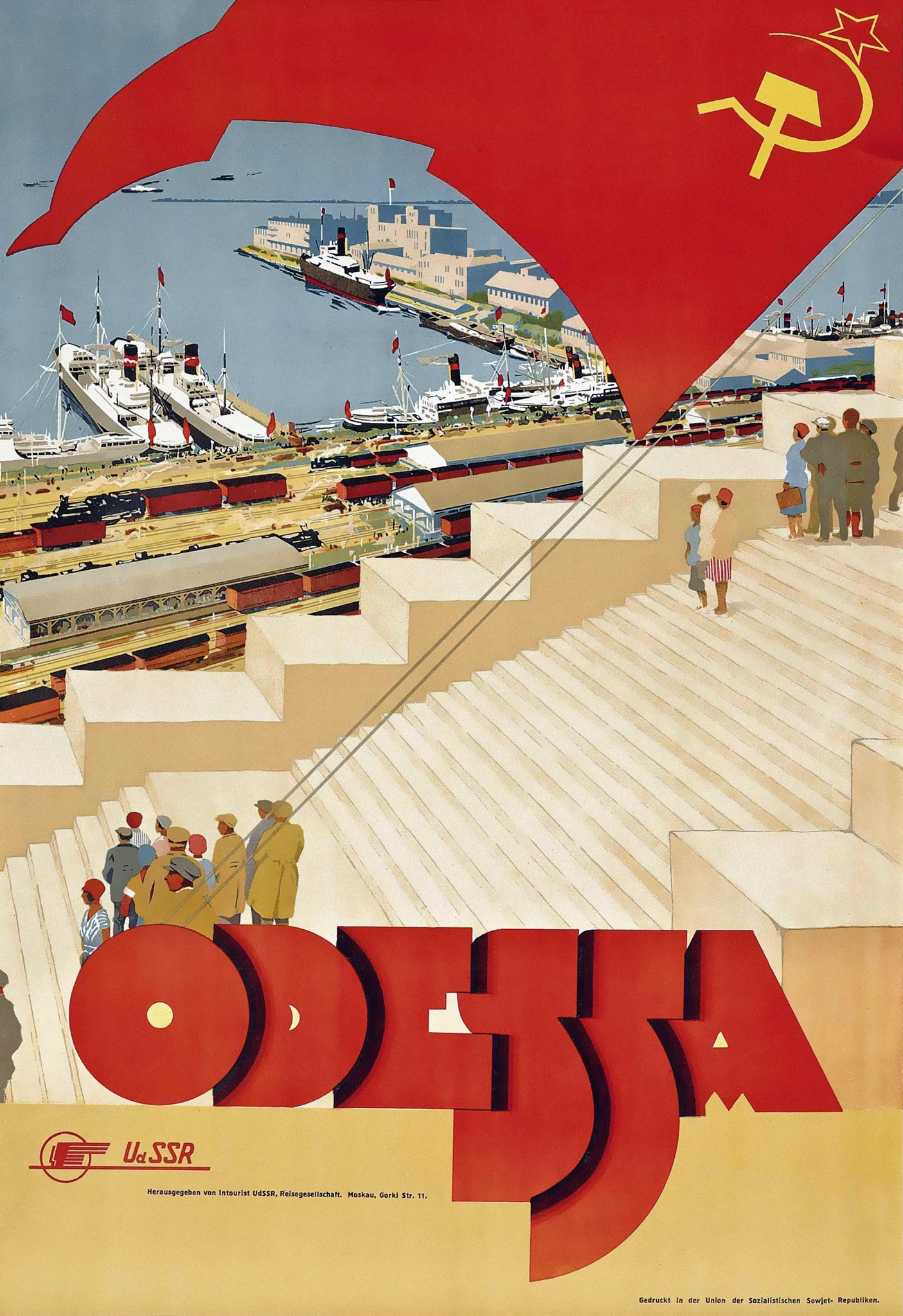
Cartaz turístico de 1930 da Intourist incentivando os alemães a visitar Odessa

Desde o final do século XIX, a Alemanha, que dispõe de poucos recursos naturais, dependia fortemente das importações russas de matérias-primas. Antes da Primeira Guerra Mundial, a Alemanha importava 1.5 bilhões de ℛℳ ︁ de matérias-primas e outros bens por ano da Rússia. Este valor caiu após a Primeira Guerra Mundial, mas após os acordos comerciais assinados entre os dois países em meados da década de 1920, o comércio aumentou para 433 milhões de ℛℳ ︁ por ano até 1927. No final da década de 1920, a Alemanha ajudou a indústria soviética a começar a se modernizar e a auxiliar no estabelecimento de instalações de produção de tanques na Fábrica Bolchevique de Leningrado e na Fábrica de Locomotivas de Kharkov.

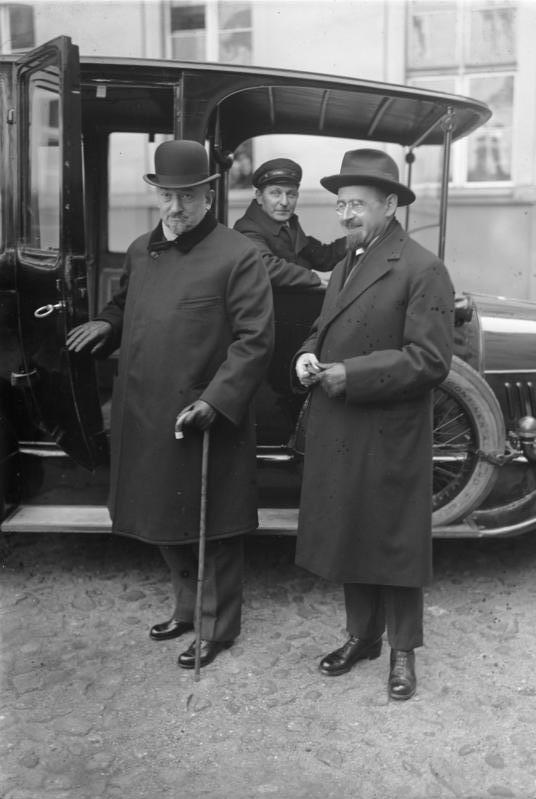
Georgy Chicherin e Nikolai Krestinsky em Berlim, 1925

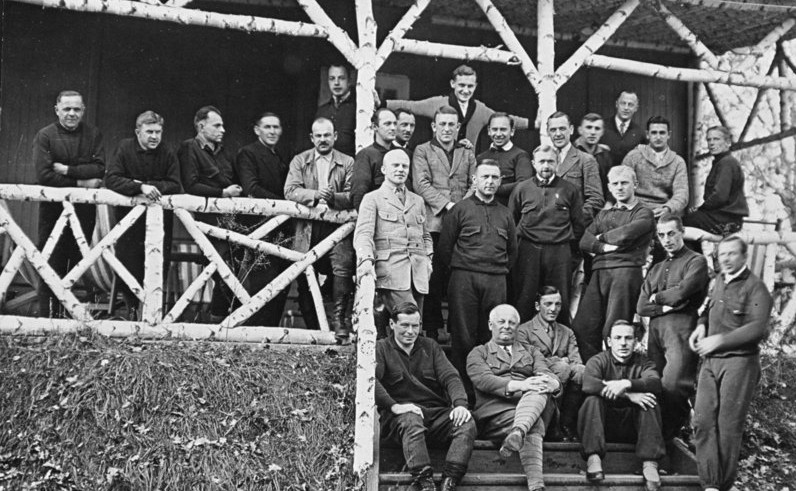
Funcionários alemães na instalação de armas químicas de Tomka, União Soviética, 1928

O medo da Alemanha de isolamento internacional devido a uma possível reaproximação soviética com a França, o principal adversário alemão, foi um fator-chave na aceleração das negociações econômicas. Em 12 de outubro de 1925, um acordo comercial entre as duas nações foi concluído.

#### Planos para a Polônia
Além da assistência militar e econômica da Rússia Soviética, havia também apoio político às aspirações da Alemanha. Em 19 de julho de 1920, Victor Kopp disse ao Ministério das Relações Exteriores da Alemanha que a Rússia Soviética queria "uma fronteira comum com a Alemanha, ao sul da Lituânia, aproximadamente na mesma linha de Białystok". Em outras palavras, a Polônia seria dividida novamente. Essas sugestões foram repetidas ao longo dos anos, com os soviéticos sempre ansiosos para enfatizar que as diferenças ideológicas entre os dois governos não tinham importância; tudo o que importava era que os dois países buscavam os mesmos objetivos de política externa.
Em 4 de dezembro de 1924, Victor Kopp, preocupado que a esperada admissão da Alemanha na Liga das Nações (a Alemanha foi finalmente admitida na Liga em 1926) fosse um movimento antissoviético, ofereceu ao embaixador alemão Ulrich Graf von Brockdorff-Rantzau a cooperação contra a Segunda República Polonesa, e negociações secretas foram sancionadas. No entanto, a República de Weimar rejeitou qualquer aventura na guerra.

#### Relações diplomáticas
Em 1919, tanto a Alemanha quanto a Rússia eram nações párias aos olhos dos líderes democráticos. Ambas foram excluídas de grandes conferências e eram profundamente desconfiadas. O efeito foi aproximar Moscou e Berlim, principalmente em Rapallo. Diplomatas alemães se preocupavam com a natureza revolucionária da União Soviética, mas foram tranquilizados pela Nova Política Econômica de Lenin, que parecia restaurar uma aparência de capitalismo. Autoridades berlinenses concluíram que sua política de engajamento foi um sucesso. No entanto, em 1927, Berlim percebeu que a Internacional Comunista, e Stalin, não refletiam um recuo do marxismo-leninismo revolucionário.

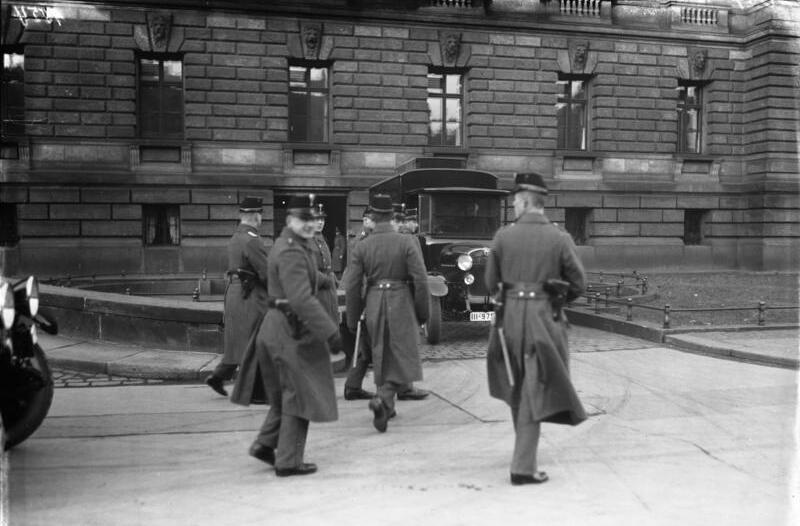
Julgamento da Cheka em Leipzig, 1925

Em 1925, a Alemanha rompeu seu isolamento diplomático e participou dos Tratados de Locarno com a França e a Bélgica, comprometendo-se a não atacá-los. A União Soviética viu a détente da Europa Ocidental como potencialmente aprofundando seu próprio isolamento político na Europa, em particular pela diminuição das relações soviético-alemãs. À medida que a Alemanha se tornou menos dependente da União Soviética, tornou-se menos disposta a tolerar a interferência subversiva do Comintern:  em 1925, vários membros da Rote Hilfe, uma organização do Partido Comunista, foram julgados por traição em Leipzig no que ficou conhecido como o Julgamento da Cheka.
Em 24 de abril de 1926, a Alemanha de Weimar e a União Soviética concluíram outro tratado (Tratado de Berlim (1926)), declarando a adesão das partes ao Tratado de Rapallo e a neutralidade por cinco anos. O tratado foi assinado pelo Ministro das Relações Exteriores alemão Gustav Stresemann e pelo embaixador soviético Nikolay Krestinsky. O tratado foi percebido como uma ameaça iminente pela Polônia (que contribuiu para o sucesso do Golpe de Maio em Varsóvia), e com cautela por outros estados europeus quanto ao seu possível efeito sobre as obrigações da Alemanha como parte dos Acordos de Locarno. A França também expressou preocupações a esse respeito no contexto da esperada adesão da Alemanha à Liga das Nações.

### Terceiro Período
Em 1928, o 9º Plenário do Comitê Executivo da Internacional Comunista e seu 6.º Congresso em Moscou favoreceram o programa de Stalin em detrimento da linha seguida pelo Secretário-Geral da Internacional Comunista, Nikolay Bukharin. Ao contrário de Bukharin, Stalin acreditava que uma crise profunda no capitalismo ocidental era iminente e denunciou a cooperação de partidos comunistas internacionais com movimentos social-democratas, rotulando-os como social-fascistas, e insistiu em uma subordinação muito mais estrita dos partidos comunistas internacionais à Internacional Comunista, ou seja, à liderança soviética. Isso ficou conhecido como o Terceiro Período. A política do Partido Comunista da Alemanha (KPD) sob Ernst Thälmann foi alterada de acordo. O KPD relativamente independente do início da década de 1920 se subordinou quase completamente à União Soviética.
A ordem de Stalin de que o Partido Comunista Alemão nunca mais deveria votar com os Social-Democratas coincidiu com seu acordo, em dezembro de 1928, com o que foi denominado "União dos Industriais". Sob este acordo, a União dos Industriais concordou em fornecer à União Soviética uma indústria de armamentos moderna e a base industrial para apoiá-la, sob duas condições: 
Em primeiro lugar, eles exigiam o pagamento em moeda forte ou em mercadorias, não em rublos soviéticos. Stalin queria desesperadamente suas armas, incluindo armas antiaéreas, obuses, armas antitanque, metralhadoras etc., mas ele estava criticamente sem dinheiro. Como a Rússia tinha sido um grande exportador de trigo antes da Primeira Guerra Mundial, ele decidiu expulsar seus camponeses kulaks recalcitrantes para os desertos da Sibéria e criar enormes fazendas coletivas em suas terras, como a fazenda de 50.000 hectares que Krupp havia criado no Cáucaso do Norte. Assim, em 1930 e 1931, um enorme dilúvio de trigo soviético a preços de trabalho escravo inundou os mercados mundiais desavisados, onde os excedentes já prevaleciam, causando pobreza e sofrimento aos fazendeiros norte-americanos. No entanto, Stalin garantiu a preciosa moeda estrangeira para pagar pelos armamentos alemães.
No entanto, a União dos Industriais não estava interessada apenas em dinheiro para suas armas, mas também em uma concessão política. Temiam a chegada do socialismo à Alemanha e estavam irados com a oposição do KPD e dos social-democratas ao fornecimento de fundos para o desenvolvimento de novos cruzadores blindados. Stalin não teria tido escrúpulos em ordenar que os comunistas alemães mudassem de lado se isso conviesse aos seus propósitos. Ele havia negociado com os fabricantes de armamentos alemães durante todo o verão de 1928 e estava determinado a modernizar suas forças armadas. A partir de 1929, portanto, os comunistas votaram fielmente com o partido de extrema direita DNVP e o NSDAP de Hitler no Reichstag, apesar de lutarem contra eles nas ruas.
Baseando-se na doutrina de relações exteriores seguida pela liderança soviética na década de 1920, no seu relatório do Comitê Central ao Congresso do Partido Comunista da União Soviética em 27 de Junho de 1930, Josef Stalin saudou a desestabilização internacional e a ascensão do extremismo político entre as potências capitalistas.

### Início da década de 1930
O período mais intensivo de colaboração militar soviética com a Alemanha de Weimar foi 1930-1932. Em 24 de junho de 1931, uma extensão do Tratado de Berlim de 1926 foi assinada, embora só em 1933 tenha sido ratificado pelo Reichstag devido a lutas políticas internas. Alguma desconfiança soviética surgiu durante a Conferência de Lausanne de 1932, quando houve rumores de que o chanceler alemão Franz von Papen havia oferecido ao primeiro-ministro francês Édouard Herriot uma aliança militar. Os soviéticos também foram rápidos em desenvolver suas próprias relações com a França e seu principal aliado, a Polônia. Isso culminou na conclusão do Pacto de Não Agressão Soviético-Polonês em 25 de julho de 1932 e do pacto de não agressão Soviético-Francês em 29 de novembro de 1932.
O conflito entre o Partido Comunista da Alemanha e o Partido Social-Democrata da Alemanha contribuiu fundamentalmente para a facilidade com que o governo de Hitler substituiu a República de Weimar pelo Terceiro Reich. No entanto, é contestado se a tomada do poder por Hitler foi uma surpresa para a URSS. Um autor afirmou que Stalin aceitou e até facilitou a ascensão de Hitler para fomentar uma guerra interimperialista, uma teoria rejeitada por outros.
Durante este período, o comércio entre a Alemanha e a União Soviética diminuiu à medida que o regime stalinista, mais isolacionista, afirmava o seu poder e que o abandono do controlo militar pós-Primeira Guerra Mundial diminuía a dependência da Alemanha das importações soviéticas, de tal forma que as importações soviéticas caíram para 223 milhões de ℛℳ em 1934.

### Perseguição de alemães étnicos na União Soviética
A URSS tinha uma grande população de alemães étnicos, especialmente na República Socialista Soviética Autônoma dos Alemães do Volga, que eram desconfiados e perseguidos por Stalin de 1928 a 1948. Eles eram relativamente bem-educados e, a princípio, os fatores de classe desempenharam um papel importante, dando lugar, após 1933, a laços étnicos com o temido regime nazista alemão como o principal critério. Os impostos aumentaram após a Operação Barbarossa. Alguns assentamentos foram banidos permanentemente para o leste dos Urais.

## Alemanha Nazista e União Soviética antes da Segunda Guerra Mundial
Documentos alemães relativos às relações soviético-alemãs foram capturados pelos exércitos americano e britânico em 1945 e publicados pelo Departamento de Estado dos EUA logo depois. Na União Soviética e na Rússia, inclusive em discursos oficiais e historiografia, a Alemanha Nazista foi geralmente referida como Alemanha Fascista (em russo: фашистская Германия) de 1933 até hoje.

### Relações iniciais após a eleição de Hitler

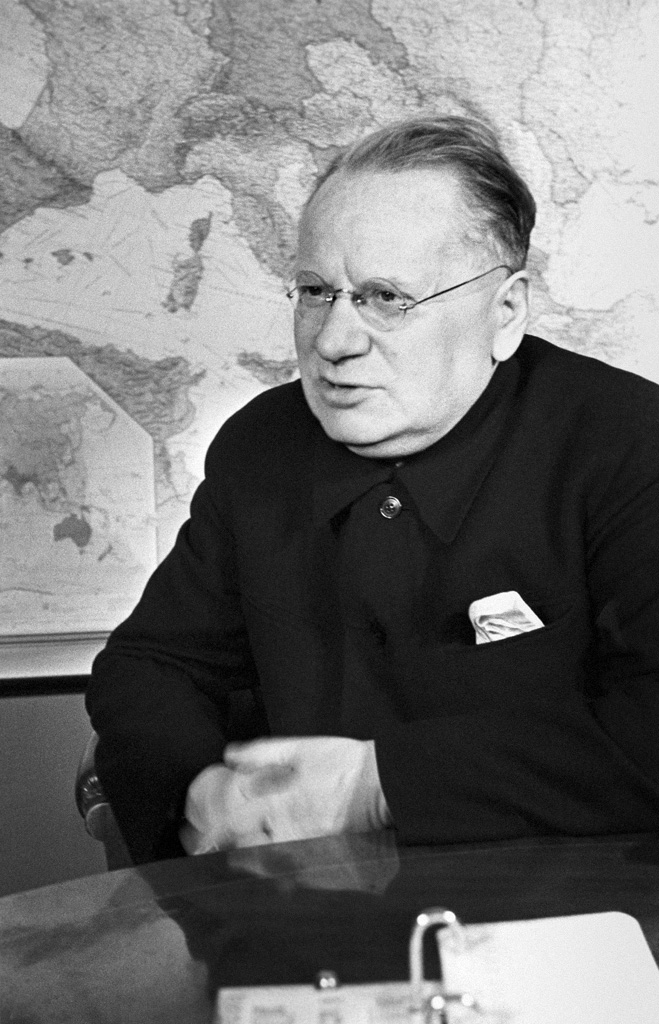
Maxim Litvinov considerava a Alemanha nazista a maior ameaça à União Soviética.

Após Adolf Hitler chegar ao poder em 30 de janeiro de 1933, ele começou a repressão ao Partido Comunista da Alemanha. Os nazistas tomaram medidas policiais contra missões comerciais soviéticas, empresas, representantes da imprensa e cidadãos individuais na Alemanha. Eles também lançaram uma campanha de propaganda antissoviética juntamente com uma falta de boa vontade nas relações diplomáticas, embora o Ministério das Relações Exteriores alemão sob Konstantin von Neurath (ministro das Relações Exteriores de 1932 a 1938) se opusesse vigorosamente à iminente separação. O segundo volume do programático Mein Kampf de Hitler (que apareceu pela primeira vez em 1926) clamava por Lebensraum (espaço vital para a nação alemã) no leste (mencionando a Rússia especificamente) e, de acordo com sua visão de mundo, retratava os comunistas como judeus (veja também bolchevismo judaico) que estavam destruindo uma grande nação.
A reação de Moscou a essas medidas de Berlim foi inicialmente contida, com exceção de vários ataques hesitantes ao novo governo alemão na imprensa soviética. No entanto, como as ações antissoviéticas agressivas do governo alemão continuaram inabaláveis, os soviéticos desencadearam sua própria campanha de propaganda contra os nazistas, mas em maio a possibilidade de conflito parecia ter diminuído. A extensão de 1931 do Tratado de Berlim foi ratificada na Alemanha em 5 de maio. Em agosto de 1933, Molotov garantiu ao embaixador alemão Herbert von Dirksen que as relações soviético-alemãs dependeriam exclusivamente da atitude da Alemanha em relação à União Soviética. No entanto, o acesso do Reichswehr aos três locais de treinamento e teste militar (Lipetsk, Kama e Tomka) foi abruptamente encerrado pela União Soviética em agosto-setembro de 1933. O entendimento político entre a União Soviética e a Alemanha nazista foi finalmente quebrado pelo Pacto de Não Agressão Germano-Polonês de 26 de janeiro de 1934, entre a Alemanha nazista e a Segunda República Polonesa.
Maxim Litvinov, que havia sido Comissário do Povo para Relações Exteriores (Ministro das Relações Exteriores da URSS) desde 1930, considerava a Alemanha nazista a maior ameaça à União Soviética. No entanto, como o Exército Vermelho era percebido como não forte o suficiente, e a URSS buscava evitar se envolver em uma guerra europeia geral, ele começou a perseguir uma política de segurança coletiva, tentando conter a Alemanha nazista por meio da cooperação com a Liga das Nações e as potências ocidentais. A atitude soviética em relação à Liga das Nações e à paz internacional havia mudado. Em 1933-34, a União Soviética foi reconhecida diplomaticamente pela primeira vez pela Espanha, Estados Unidos, Hungria, Tchecoslováquia, Romênia e Bulgária, e finalmente se juntou à Liga das Nações em setembro de 1934. É frequentemente argumentado que a mudança na política externa soviética aconteceu por volta de 1933-34 e que foi desencadeada pela tomada de poder de Hitler. No entanto, a viragem soviética em direcção à Terceira República Francesa em 1932, discutida acima, também poderia ter sido parte da mudança política.
Hermann Rauschning em seu livro de 1940 Hitler Speaks: A Series of Political Conversations With Adolf Hitler on His Real Aims 1934 registra Adolf Hitler falando de uma batalha inescapável contra o pan-eslavismo e o neo-eslavismo. A autenticidade do livro é controversa: alguns historiadores, como Wolfgang Hänel, afirmam que o livro é uma invenção, enquanto outros, como Richard Steigmann-Gall, Ian Kershaw e Hugh Trevor-Roper, evitaram usá-lo como referência devido à sua autenticidade questionável. Rauschning registra Hitler dizendo sobre os eslavos: 
| “ | Não podemos, de forma alguma, escapar da batalha final entre os ideais raciais alemães e os ideais das massas pan-eslavas. Aqui se abre o abismo eterno que nenhum interesse político pode transpor. Devemos conquistar a vitória da consciência racial alemã sobre as massas eternamente fadadas a servir e obedecer. Só nós podemos conquistar o grande espaço continental, e isso será feito por nós, individualmente e sozinhos, não por meio de um pacto com Moscou. Assumiremos essa luta. Ela nos abrirá a porta para o domínio permanente do mundo. Isso não significa que me recusarei a trilhar parte do caminho com os russos, se isso nos ajudar. Mas será apenas para retornar mais rapidamente aos nossos verdadeiros objetivos. | ” |
|   | — Adolf Hitler (1934). |   |

O historiador Eric D. Weitz discutiu as áreas de colaboração entre os regimes em que centenas de cidadãos alemães, a maioria comunistas, foram entregues à Gestapo pelo governo de Stalin. Weitz também afirmou que uma proporção maior de membros do Politburo do KPD morreram na União Soviética do que na Alemanha nazista.

### Relações em meados da década de 1930

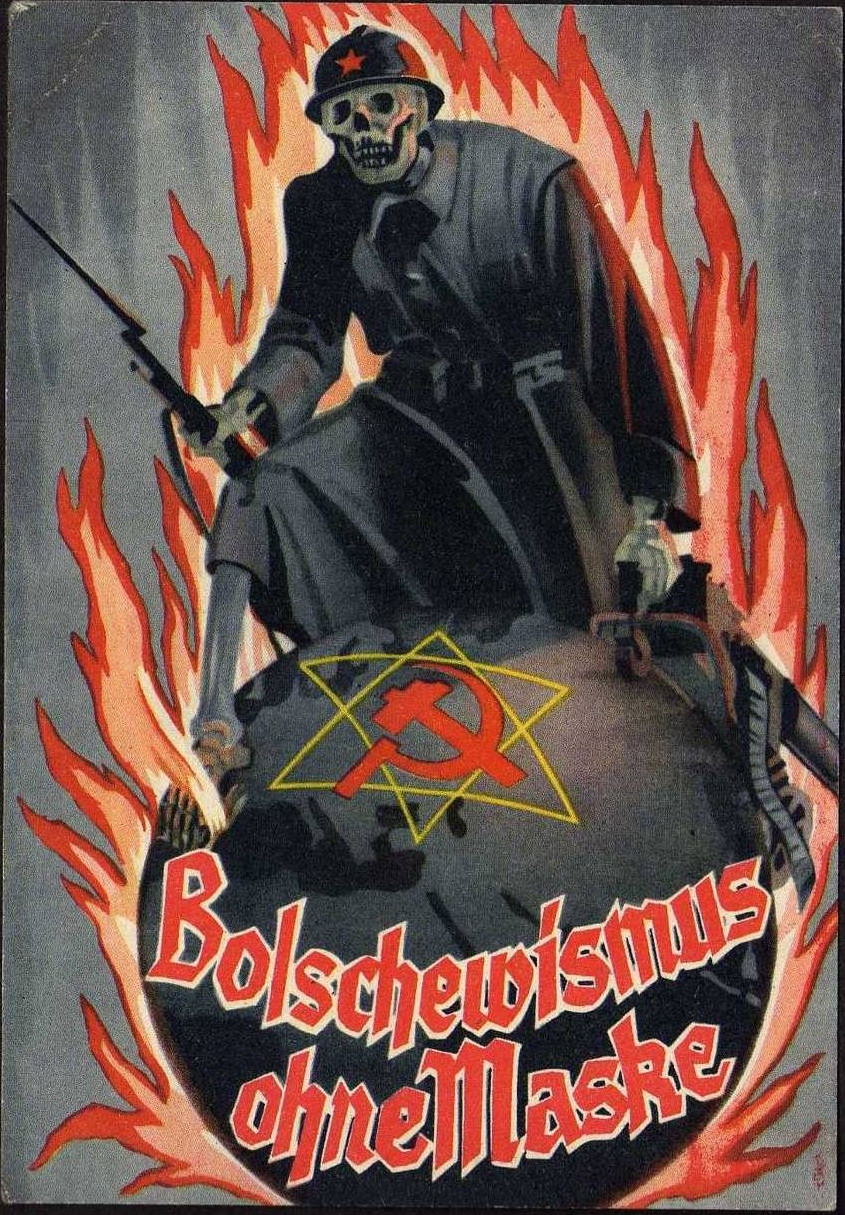
Cartaz de propaganda antissoviética na Alemanha nazista, 1939

Em 2 de maio de 1935, a França e a URSS assinaram um Tratado Franco-Soviético de Assistência Mútua de cinco anos. A ratificação do tratado pela França forneceu uma das razões pelas quais Hitler remilitarizou a Renânia em 7 de março de 1936.
O 7.º Congresso Mundial do Comintern, em 1935, aprovou oficialmente a estratégia da Frente Popular de formar amplas alianças com partidos dispostos a se opor ao fascismo – os partidos comunistas começaram a seguir essa política em 1934. Também em 1935, no 7.º Congresso dos Sovietes (num estudo em contradição), Molotov enfatizou a necessidade de boas relações com Berlim.
Em 25 de novembro de 1936, a Alemanha Nazista e o Japão Imperial concluíram o Pacto Anticomintern, ao qual a Itália Fascista aderiu em 1937. (Embora a Itália já tivesse assinado o Pacto Ítalo-Soviético em 1933)  Economicamente, a União Soviética fez repetidos esforços para restabelecer contatos mais próximos com a Alemanha em meados da década de 1930. A União Soviética buscou principalmente pagar dívidas do comércio anterior com matérias-primas, enquanto a Alemanha buscava se rearmar. Os dois países assinaram um acordo de crédito em 1935. Em 1936, crises no fornecimento de matérias-primas e alimentos forçaram Hitler a decretar um Plano de Quatro Anos para rearmamento "sem levar em conta os custos". No entanto, apesar dessas questões, Hitler rejeitou as tentativas da União Soviética de buscar laços políticos mais estreitos com a Alemanha, juntamente com um acordo de crédito adicional.
A estratégia de Litvinov enfrentou obstáculos ideológicos e políticos. Os conservadores governantes na Grã-Bretanha, que dominaram a Câmara dos Comuns a partir de 1931, continuaram a considerar a União Soviética uma ameaça não menor do que a Alemanha Nazista (alguns viam a URSS como a maior ameaça). Ao mesmo tempo, enquanto a União Soviética passava por convulsões em meio ao Grande Expurgo de 1934-1940, o Ocidente, ou mesmo os esquerdistas ocidentais, não a viam como uma aliada potencialmente valiosa.
Para complicar ainda mais a situação, o expurgo do Comissariado do Povo para os Negócios Estrangeiros forçou a União Soviética a encerrar um grande número de embaixadas no estrangeiro. Ao mesmo tempo, os expurgos tornaram menos provável a assinatura de um acordo económico com a Alemanha: perturbaram a já confusa estrutura administrativa soviética necessária às negociações e, assim, levaram Hitler a considerar os soviéticos como militarmente fracos.

### Guerra Civil Espanhola
Os nacionalistas, liderados pelo general Francisco Franco, derrotaram o governo republicano pelo controle da Espanha em uma sangrenta guerra civil, entre 1936 e 1939. A Alemanha enviou unidades aéreas e de tanques de elite para as forças nacionalistas; e a Itália enviou diversas divisões de combate. A União Soviética enviou conselheiros militares e políticos e vendeu munições em apoio ao lado "legalista", ou republicano. A Internacional Comunista ajudou partidos comunistas em todo o mundo a enviar voluntários para as Brigadas Internacionais que lutaram pelos legalistas. As outras grandes potências permaneceram neutras.

### Falhas de segurança coletiva
A política de Litvinov de conter a Alemanha por meio da segurança coletiva falhou completamente com a conclusão do Acordo de Munique em 29 de setembro de 1938, quando a Grã-Bretanha e a França favoreceram a autodeterminação dos alemães dos Sudetos em detrimento da integridade territorial da Tchecoslováquia, desconsiderando a posição soviética. No entanto, ainda é contestado se, mesmo antes de Munique, a União Soviética teria realmente cumprido suas garantias à Tchecoslováquia, no caso de uma invasão alemã real resistida pela França.
Em abril de 1939, Litvinov lançou as negociações da aliança tripartite com os novos embaixadores britânico e francês (William Seeds, auxiliado por William Strang e Paul-Emile Naggiar), numa tentativa de conter a Alemanha. No entanto, elas foram constantemente arrastadas e prosseguiram com grandes atrasos.
As potências ocidentais acreditavam que a guerra ainda poderia ser evitada e a URSS, muito enfraquecida pelos expurgos, não poderia atuar como um participante militar principal. A URSS discordou mais ou menos deles em ambas as questões, abordando as negociações com cautela devido à hostilidade tradicional das potências capitalistas. A União Soviética também se envolveu em negociações secretas com a Alemanha nazista, enquanto conduzia negociações oficiais com o Reino Unido e a França. Desde o início das negociações com a França e a Grã-Bretanha, os soviéticos exigiram que a Finlândia fosse incluída na esfera de influência soviética.

## Pacto Molotov-Ribbentrop

### Necessidades e discussões de 1939
No final da década de 1930, como uma abordagem económica autárquica alemã ou uma aliança com a Grã-Bretanha eram impossíveis, relações mais estreitas com a União Soviética eram necessárias, mesmo que não apenas por razões económicas. A Alemanha não tinha petróleo e só conseguia suprir 25 por cento das suas próprias necessidades, deixando a Alemanha com 2 milhões de toneladas a menos por ano e uns impressionantes 10 milhões de toneladas abaixo dos totais de mobilização planeados, enquanto a União Soviética era necessária para inúmeras outras matérias-primas essenciais, como minérios (incluindo ferro e manganês), borracha e gordura e óleos alimentares. Enquanto as importações soviéticas para a Alemanha tinham caído para 52.8 milhões de ℛℳ  em 1937, o aumento maciço da produção de armamento e a escassez crítica de matérias-primas levaram a Alemanha a reverter a sua atitude anterior, impulsionando as negociações económicas no início de 1939.
Em 3 de maio de 1939, Litvinov foi demitido e Vyacheslav Molotov, que tinha relações tensas com Litvinov, não era de origem judaica (ao contrário de Litvinov) e sempre foi a favor da neutralidade em relação à Alemanha, foi colocado no comando dos assuntos externos. O Comissariado de Assuntos Externos foi expurgado dos apoiadores de Litvinov e dos judeus. Tudo isso poderia muito bem ter razões puramente internas, mas também poderia ser um sinal para a Alemanha de que a era da segurança coletiva anti-alemã havia passado, ou um sinal para os britânicos e franceses de que Moscou deveria ser levada mais a sério nas negociações da aliança tripartite e que estava pronta para acordos sem a velha bagagem da segurança coletiva, ou mesmo ambos.
A remodelação foi encarada com cautela pela Alemanha como uma oportunidade.
Às vezes, argumenta-se que Molotov continuou as negociações com a Grã-Bretanha e a França para estimular os alemães a fazer uma oferta de um tratado de não agressão e que a tríplice aliança falhou devido à determinação soviética de concluir um pacto com a Alemanha. Outro ponto de vista é que a busca soviética por uma tríplice aliança era sincera e que o governo soviético se voltou para a Alemanha apenas quando uma aliança com as potências ocidentais se mostrou impossível.
Fatores adicionais que levaram a União Soviética a uma reaproximação com a Alemanha podem ser a assinatura de um pacto de não agressão entre a Alemanha, a Letônia e a Estônia em 7 de junho de 1939 e a ameaça do Japão Imperial no Leste, como evidenciado pela Batalha de Khalkhin Gol (11 de maio–16 de setembro de 1939). Molotov sugeriu que o ataque japonês pode ter sido inspirado pela Alemanha para impedir a conclusão da aliança tripartite.
Em julho, negociações comerciais abertas entre a União Soviética e a Alemanha estavam em andamento. No final de julho e início de agosto, as negociações entre as partes se voltaram para um possível acordo, mas os negociadores soviéticos deixaram claro que um acordo econômico deveria ser elaborado primeiro. Depois que a Alemanha agendou sua invasão da Polônia em 25 de agosto e se preparou para a guerra resultante com a França, os planejadores de guerra alemães estimaram que um bloqueio naval britânico agravaria ainda mais a escassez crítica de matéria-prima alemã, para a qual a União Soviética era o único fornecedor potencial.
Então, em 3 de agosto, o Ministro das Relações Exteriores alemão, Joachim Ribbentrop, delineou um plano no qual a Alemanha e a União Soviética concordariam em não intervir nos assuntos uma da outra e renunciariam a medidas que visassem os interesses vitais da outra e que "não havia problema entre o Báltico e o Mar Negro que não pudesse ser resolvido entre nós dois". Os alemães declararam que "há um elemento comum na ideologia da Alemanha, Itália e União Soviética: oposição às democracias capitalistas do Ocidente", e explicaram que sua hostilidade anterior ao bolchevismo soviético havia diminuído com as mudanças no Comintern e com a renúncia soviética de uma revolução mundial.

### Assinaturas de pactos e acordos comerciais
Em 10 de agosto, os países haviam acertado os últimos detalhes técnicos menores para tornar quase definitivo seu acordo econômico, mas os soviéticos atrasaram a assinatura desse acordo por quase dez dias até terem certeza de que haviam chegado a um acordo político com a Alemanha. O embaixador soviético explicou às autoridades alemãs que os soviéticos haviam iniciado suas negociações britânicas "sem muito entusiasmo" em um momento em que sentiam que a Alemanha não "chegaria a um entendimento" e que as negociações paralelas com os britânicos não poderiam ser simplesmente interrompidas quando foram iniciadas após "consideração madura". Enquanto isso, todos os estudos militares e econômicos internos alemães argumentavam que a Alemanha estava condenada à derrota sem pelo menos a neutralidade soviética.

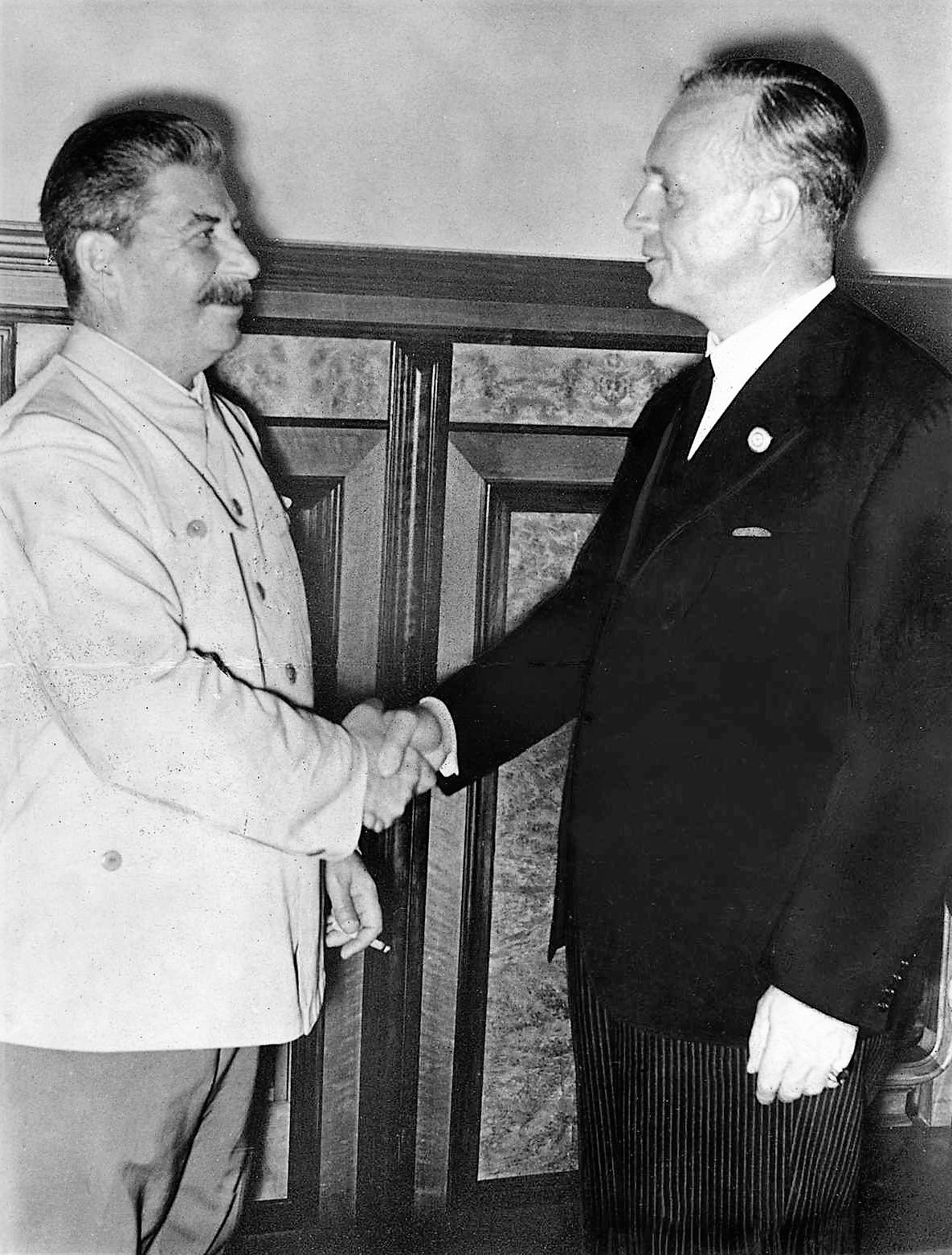
Stalin recebendo Ribbentrop no Kremlin, 23 de agosto de 1939

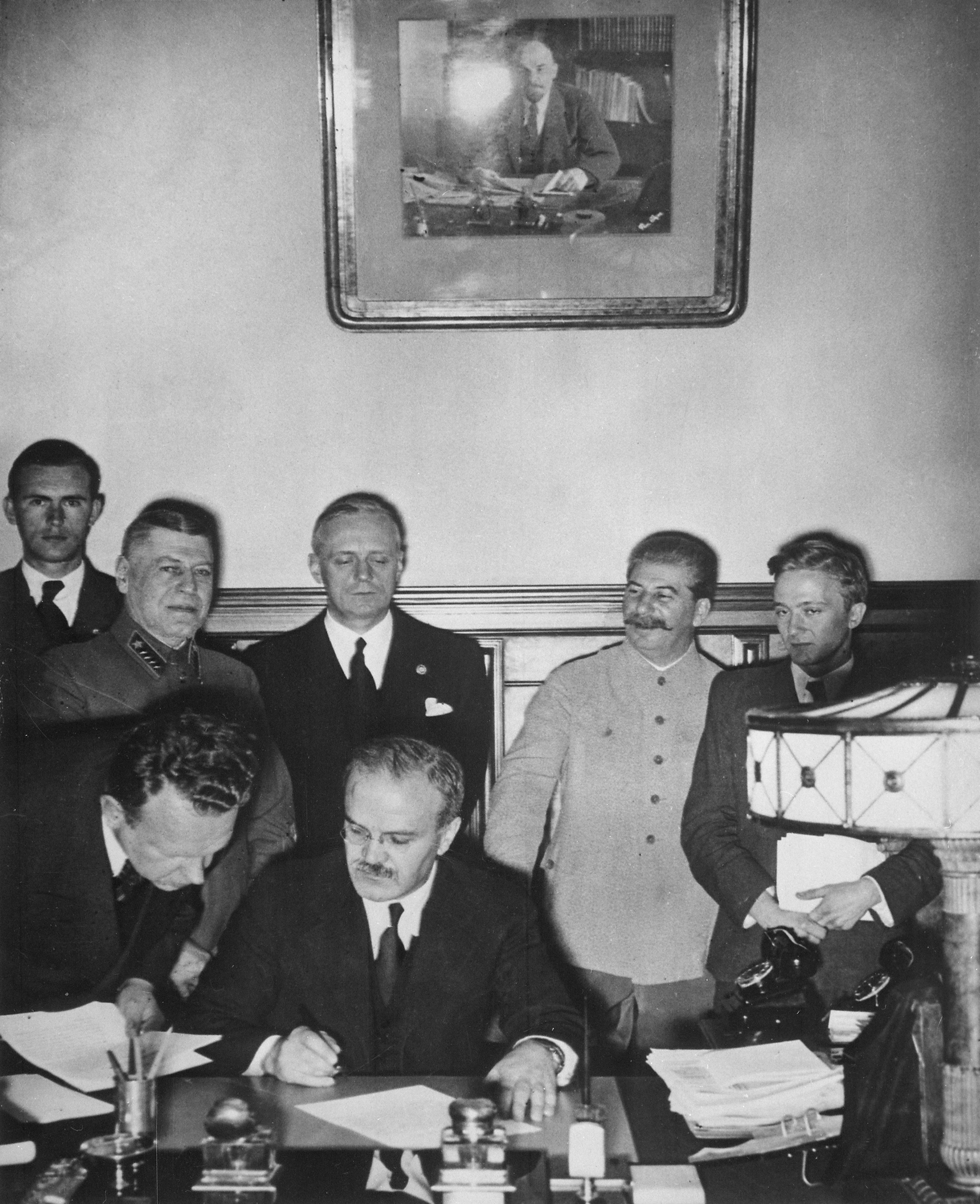
Assinatura do Tratado de Fronteira e Amizade Germano-Soviético. Josef Stalin é o segundo da direita, sorrindo

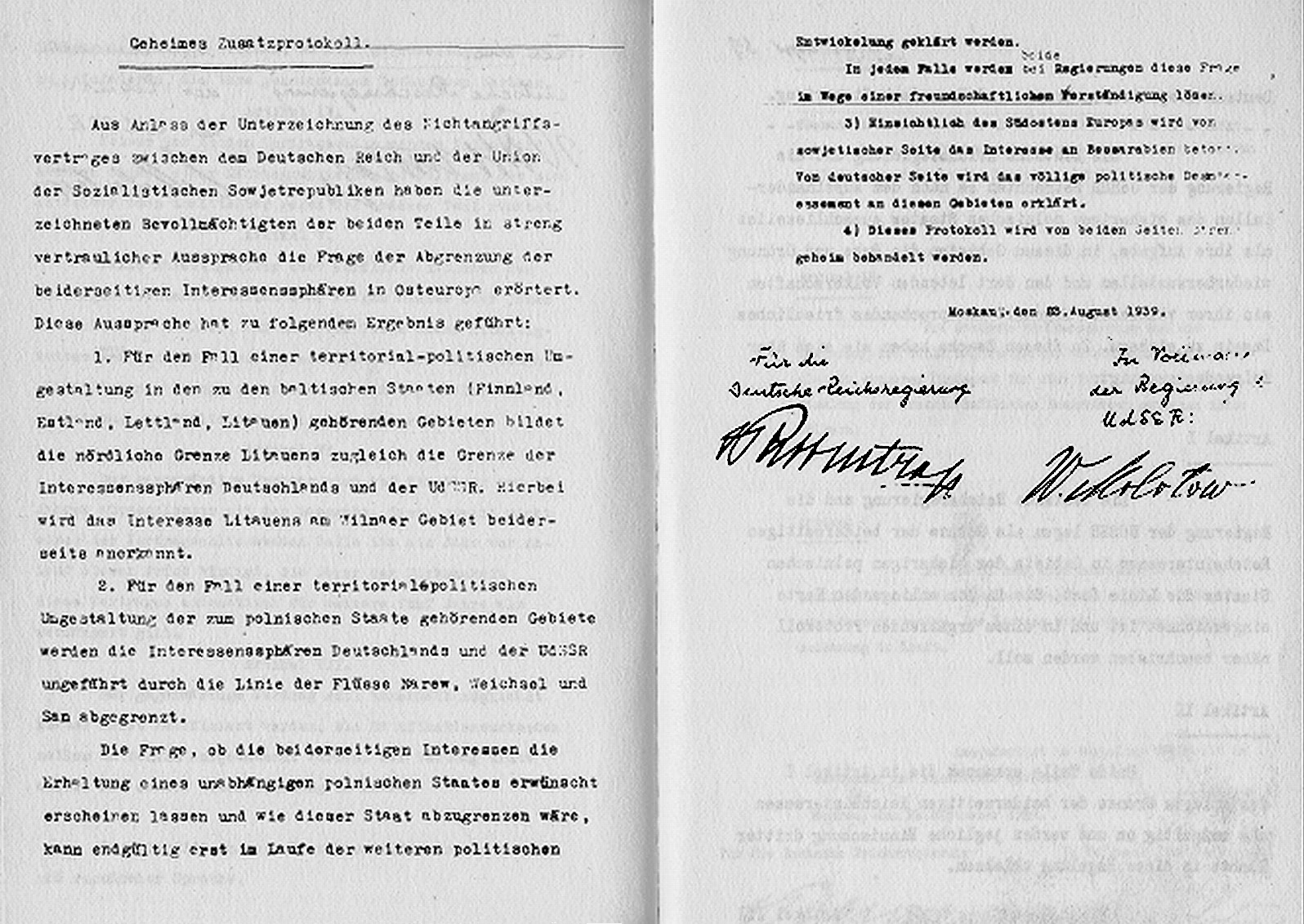
Assinaturas no protocolo secreto

Divisões planejadas e reais da Europa, de acordo com o Pacto Molotov-Ribbentrop, com ajustes posteriores

Em 19 de agosto, foi firmado o Acordo Comercial Germano-Soviético (1939). O acordo abrangia negócios "correntes", o que implicava a obrigação soviética de entregar 180 milhões de ℛℳ em matérias-primas em resposta às encomendas alemãs, enquanto a Alemanha permitiria que os soviéticos encomendassem 120 milhões de ℛℳ para produtos industriais alemães. Ao abrigo do acordo, a Alemanha também concedeu à União Soviética um crédito de mercadorias de 200 milhões de ℛℳ durante 7 anos para comprar produtos manufaturados alemães a uma taxa de juros extremamente favorável.
Em 22 de agosto, as negociações políticas secretas foram reveladas quando jornais alemães anunciaram que a União Soviética e a Alemanha Nazi estavam prestes a concluir um pacto de não agressão, e que as negociações prolongadas da União Soviética relativamente a uma Tríplice Aliança com a França e a Grã-Bretanha tinham sido suspensas. Os soviéticos atribuíram às potências ocidentais a sua relutância em levar a sério a assistência militar da União Soviética e em reconhecer o direito soviético de atravessar a Polónia e a Roménia, se necessário contra a sua vontade, e, além disso, a sua incapacidade de enviar representantes com mais importância e poderes claramente definidos e de resolver o desacordo sobre a noção de "agressão indireta".
Em 23 de agosto de 1939, uma delegação alemã chefiada pelo Ministro das Relações Exteriores Joachim von Ribbentrop chegou a Moscou e, na noite seguinte, o Pacto Molotov-Ribbentrop foi assinado por ele e seu colega soviético Vyacheslav Molotov, na presença do líder soviético Joseph Stalin. O pacto de não agressão de dez anos declarou a adesão contínua de ambas as partes ao Tratado de Berlim (1926), mas o pacto também foi complementado por um protocolo adicional secreto, que dividiu a Europa Oriental em zonas de influência alemã e soviética: 
| “ | 1. Em caso de reordenamento territorial e político nas áreas pertencentes aos Estados Bálticos (Finlândia, Estônia, Letônia, Lituânia), a fronteira norte da Lituânia representará a fronteira das esferas de influência da Alemanha e da URSS. Nesse contexto, o interesse da Lituânia na região de Vilna é reconhecido por ambas as partes. 2. No caso de uma reorganização territorial e política das áreas pertencentes ao Estado polonês, as esferas de influência da Alemanha e da URSS serão delimitadas aproximadamente pela linha dos rios Narew, Vístula e San. A questão de saber se os interesses de ambas as partes tornam desejável a manutenção de um estado polonês independente e como tal estado deve ser delimitado só pode ser determinada definitivamente no curso de desenvolvimentos políticos posteriores. Em qualquer caso, ambos os governos resolverão esta questão por meio de um acordo amigável. 3. Em relação ao Sudeste Europeu, o lado soviético chama a atenção para seu interesse na Bessarábia. O lado alemão declara seu total desinteresse político nessas áreas. O protocolo secreto será tratado por ambas as partes como estritamente secreto. | ” |

Embora as partes negassem a sua existência, houve rumores de que o protocolo existia desde o início.
A notícia do Pacto, anunciada pelo Pravda e pelo Izvestia em 24 de agosto, foi recebida com choque e surpresa pelos líderes governamentais e pela mídia em todo o mundo, a maioria dos quais estava ciente apenas das negociações britânico-franco-soviéticas, que ocorreram durante meses. Negociadores britânicos e franceses, que estavam em Moscou negociando o que pensavam ser a parte militar de uma aliança com a União Soviética, foram informados de que "nenhum propósito útil pode ser atendido em continuar a conversa". Em 25 de agosto, Hitler disse ao embaixador britânico em Berlim que o pacto com os soviéticos libertava a Alemanha da perspectiva de uma guerra em duas frentes, mudando assim a situação estratégica daquela que prevaleceu na Primeira Guerra Mundial e que, portanto, a Grã-Bretanha deveria aceitar suas exigências em relação à Polônia. No entanto, Hitler ficou surpreso quando a Grã-Bretanha assinou um tratado de assistência mútua com a Polônia naquele dia, fazendo com que Hitler atrasasse a invasão planejada da Polônia ocidental em 26 de agosto.
O pacto foi ratificado pelo Soviete Supremo da União Soviética em 31 de agosto de 1939.

## Segunda Guerra Mundial

### Invasão alemã da Polônia ocidental

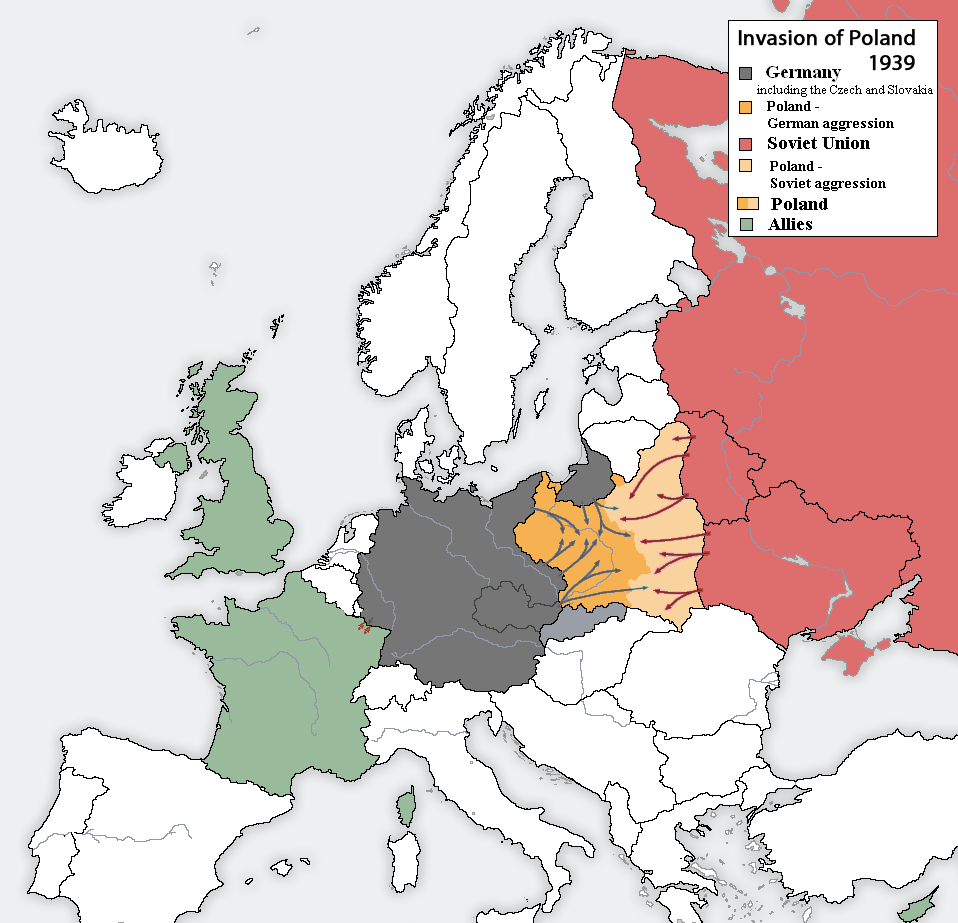
Invasão da Polônia: Alemanha (cinza), União Soviética (vermelho) e os aliados europeus da Polônia (verde)

Uma semana após a assinatura do Pacto Molotov-Ribbentrop, em 1º de setembro de 1939, a Alemanha nazista invadiu sua zona de influência na Polônia. Em 3 de setembro, o Reino Unido, a Austrália, a Nova Zelândia e a França, cumprindo suas obrigações com a Segunda República Polonesa, declararam guerra à Alemanha. A Segunda Guerra Mundial eclodiu na Europa.

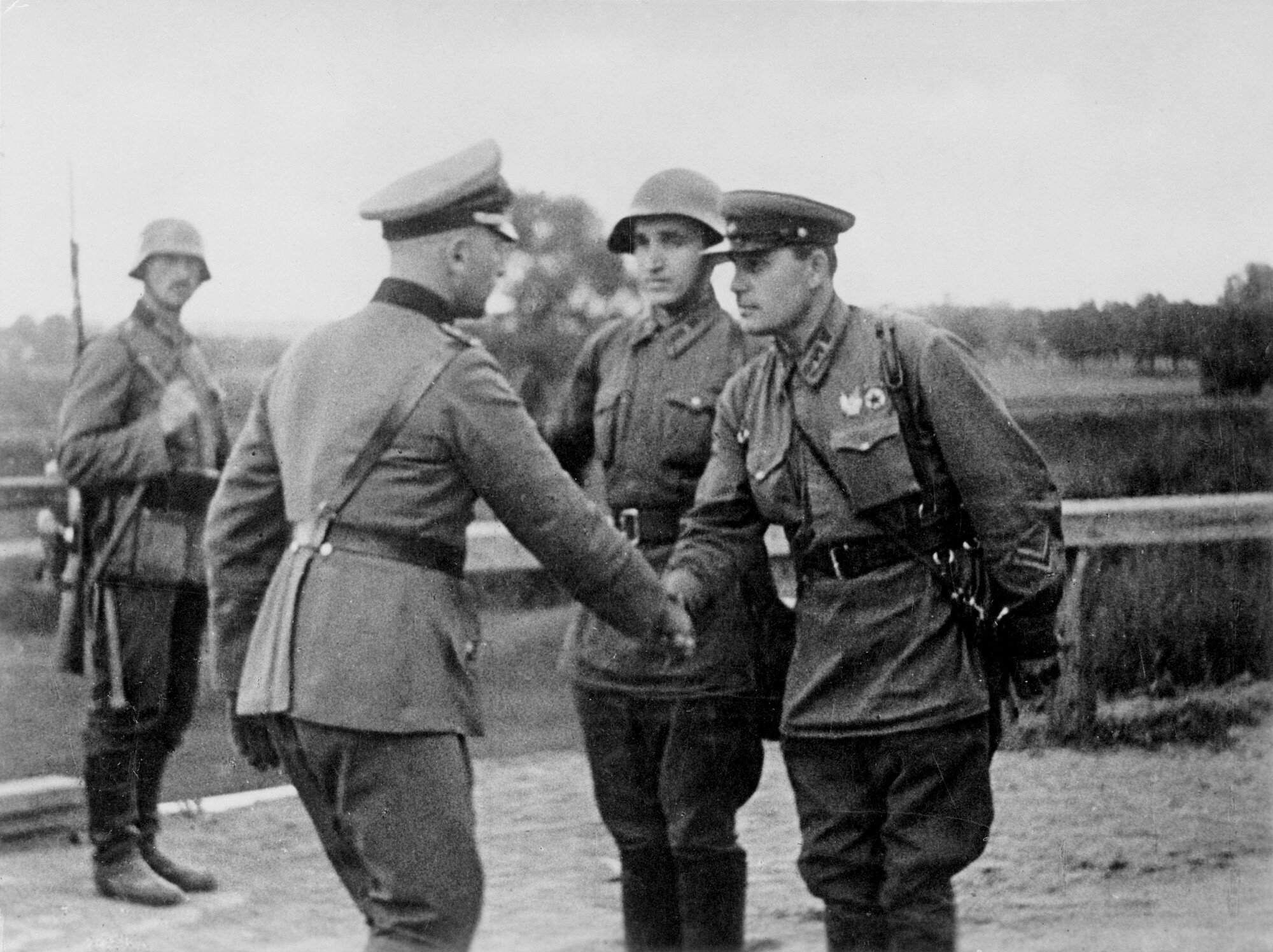
Oficial alemão e soviético apertando as mãos em setembro de 1939, após a invasão da Polônia

Em 4 de setembro, enquanto a Grã-Bretanha bloqueava a Alemanha no mar, navios cargueiros alemães que se dirigiam a portos alemães foram desviados para o porto soviético de Murmansk, no Ártico. Em 8 de setembro, o lado soviético concordou em transferi-los por ferrovia para o porto soviético de Leningrado, no Mar Báltico. Ao mesmo tempo, a União Soviética recusou-se a permitir a passagem de um polonês por seu território, sob a ameaça de ser arrastada para a guerra em 5 de setembro.
Von der Schulenburg relatou a Berlim que os ataques à conduta da Alemanha na imprensa soviética tinham cessado completamente e que a representação dos acontecimentos no campo da política externa coincidia amplamente com o ponto de vista alemão, enquanto a literatura anti-alemã tinha sido retirada do comércio.
Em 7 de setembro, Stalin mais uma vez delineou uma nova linha para o Comintern, que agora se baseava na ideia de que a guerra era um conflito interimperialista e, portanto, não havia razão para a classe trabalhadora ficar do lado da Grã-Bretanha, França ou Polônia contra a Alemanha, afastando-se assim da política de frente popular antifascista do Comintern de 1934-1939. Ele rotulou a Polônia como um estado fascista que oprimia bielorrussos e ucranianos.
Diplomatas alemães haviam instado a União Soviética a intervir contra a Polônia pelo leste desde o início da guerra, mas a União Soviética estava relutante em intervir, pois Varsóvia ainda não havia caído. A decisão soviética de invadir aquela parte do leste da Polônia, que havia sido previamente acordada como zona de influência soviética, foi comunicada ao embaixador alemão Friedrich Werner von der Schulenburg em 9 de setembro, mas a invasão real foi adiada por mais de uma semana. A inteligência polonesa tomou conhecimento dos planos soviéticos por volta de 12 de setembro.

### Invasão soviética da Polônia oriental
Em 17 de setembro, a União Soviética finalmente entrou nos territórios poloneses que lhe haviam sido concedidos pelo protocolo secreto do pacto de não agressão do leste. Como pretexto para justificar suas ações, os soviéticos citaram o colapso da Segunda República Polonesa e alegaram que estavam tentando ajudar o povo bielorrusso e ucraniano. A invasão soviética é geralmente considerada resultado direto do pacto, embora a escola revisionista afirme que esse não foi o caso e que a decisão soviética foi tomada algumas semanas depois. O movimento soviético foi denunciado pela Grã-Bretanha e pela França, mas eles não intervieram. Em uma troca de territórios poloneses capturados em conformidade com os termos do protocolo, já em 17 de setembro o Exército Vermelho e a Wehrmacht realizaram um desfile militar conjunto em Brest; a ocupação da cidade foi então transferida pela Alemanha para as tropas soviéticas. Nas batalhas seguintes com o resto do exército da Segunda República Polonesa, a União Soviética ocupou os territórios que correspondiam aproximadamente à sua esfera de interesses, conforme definido no protocolo adicional secreto ao Pacto Molotov-Ribbentrop.
O território da Polônia havia sido completamente ocupado pelas duas potências em 6 de outubro, e o estado polonês foi liquidado. No início de novembro, o Soviete Supremo da União Soviética anexou os territórios ocupados e a União Soviética compartilhou uma fronteira comum com a Alemanha nazista, os territórios poloneses ocupados pelos nazistas e a Lituânia pela primeira vez. Após a invasão, a cooperação entre a Alemanha e a União Soviética foi visível, por exemplo, nas quatro conferências Gestapo–NKVD, onde as potências ocupantes discutiram planos para lidar com o movimento de resistência polonês, para a destruição adicional da Polônia, e que permitiu a ambas as partes trocar prisioneiros poloneses de interesse antes da assinatura do Tratado de Fronteira e Amizade Germano-Soviético em Moscou na presença de Josef Stalin. A cooperação entre a Gestapo e a NKVD continuou, resultando em novas trocas de prisioneiros, entre eles Margarete Buber-Neumann, Alexander Weissberg-Cybulski, Betty Olberg e Max Zucker.

### Emenda dos Protocolos Secretos
Em 25 de setembro, quando Hitler ainda estava indo para a Lituânia, a União Soviética propôs renegociar as esferas de interesse. Em 28 de setembro de 1939, em Moscou, Molotov e Ribbentrop assinaram o Tratado de Fronteira e Amizade Germano-Soviético, determinando o limite de seus respectivos interesses nacionais no território do antigo estado polonês. Em um protocolo suplementar secreto ao tratado, as esferas de interesse fora da Polônia foram renegociadas e, em troca de algumas porções já capturadas do território polonês, a Alemanha reconheceu a Lituânia, ainda independente, como parte da zona soviética.

### Pacto comercial expandido
A Alemanha e a União Soviética firmaram um intrincado pacto comercial em 11 de fevereiro de 1940, que era mais de quatro vezes maior do que o que os dois países assinaram em agosto de 1939. O pacto comercial ajudou a Alemanha a superar o bloqueio britânico. No primeiro ano, a Alemanha recebeu um milhão de toneladas de cereais, meio milhão de toneladas de trigo, 900.000 toneladas de petróleo, 100.000 toneladas de algodão, 500.000 toneladas de fosfatos e quantidades consideráveis de outras matérias-primas vitais, juntamente com o trânsito de um milhão de toneladas de soja da Manchúria. Esses e outros suprimentos estavam sendo transportados pelos territórios soviéticos e poloneses ocupados, e isso permitiu que a Alemanha Nazista contornasse o bloqueio naval britânico. Os soviéticos receberiam um cruzador naval, os planos para o encouraçado Bismarck, canhões navais pesados, outros equipamentos navais e trinta dos mais recentes aviões de guerra da Alemanha, incluindo o caça Bf 109, o caça Bf 110 e o bombardeiro Ju 88. Os soviéticos também receberiam óleo e equipamento elétrico, locomotivas, turbinas, geradores, motores a diesel, navios, máquinas-ferramentas e amostras de artilharia alemã, tanques, explosivos, equipamento de guerra química e outros itens. Os soviéticos também ajudaram a Alemanha a evitar os bloqueios navais britânicos, fornecendo uma base de submarinos, Basis Nord, no norte da União Soviética perto de Murmansk. Isso também forneceu um local de reabastecimento e manutenção e um ponto de decolagem para ataques e ataques a navios.

### Guerra soviética com a Finlândia
As últimas negociações com a Finlândia foram iniciadas pelo lado soviético como parte de sua política de segurança coletiva em abril de 1938, com o objetivo de alcançar um entendimento e assegurar uma posição finlandesa favorável em caso de um ataque alemão à União Soviética através do território finlandês. No entanto, isso se mostrou inútil devido à relutância finlandesa em romper sua neutralidade, e as negociações terminaram em abril de 1939, pouco antes da demissão de Litvinov. Em 13 de outubro de 1939, novas negociações começaram em Moscou, e a União Soviética (representada por Stalin, Molotov e Vladimir Potyomkin) apresentou à Finlândia propostas, incluindo um pacto de assistência mútua, o arrendamento da base militar de Hanko e a cessão de uma área de 70km de profundidade no istmo da Carélia, localizada imediatamente ao norte da cidade de Leningrado, cedeu à União Soviética, em troca de terras fronteiriças mais ao norte. A Finlândia, no entanto, recusou-se a aceitar a oferta, retirou-se das negociações em 7 de novembro de 1939 e continuou os preparativos para uma possível invasão soviética.
Em 26 de novembro, a União Soviética encenou o bombardeio de Mainila perto da fronteira, acusou as tropas finlandesas da provocação e solicitou sua retirada. Por sua vez, em 27 de novembro a Finlândia solicitou a retirada das tropas de ambas as nações da área de fronteira. Em 28 de novembro, a União Soviética denunciou o Pacto de Não Agressão Soviético-Finlandês de 1932 e, em 29 de novembro, rompeu relações diplomáticas com a Finlândia. Em 30 de novembro de 1939, as forças da URSS sob o comando de Kliment Voroshilov atacaram a Finlândia no que ficou conhecido como a Guerra de Inverno, começando com a invasão da Carélia finlandesa e o bombardeio de bairros civis de Helsinque. Em 1º de dezembro de 1939, o governo socialista fantoche da República Democrática Finlandesa foi estabelecido sob os auspícios da União Soviética na cidade fronteiriça de Terijoki. Em 14 de dezembro, a União Soviética foi expulsa da Liga das Nações por travar uma guerra de agressão. Após presidir o início desastroso da campanha e um número desproporcionalmente alto de mortos entre os soldados do Exército Vermelho, Voroshilov foi substituído por Semyon Timoshenko como comandante da frente em 7 de janeiro de 1940 (e quatro meses depois como Comissário do Povo para a Defesa). Em meados de fevereiro de 1940, as tropas soviéticas finalmente conseguiram romper a Linha Mannerheim, e a Finlândia buscou um armistício.
O Tratado de Paz de Moscou foi assinado em 12 de março de 1940 e, ao meio-dia do dia seguinte, os combates terminaram. A Finlândia cedeu o Istmo da Carélia e a Carélia de Ladoga, parte de Salla e Kalastajasaarento, e arrendou a base naval de Hanko para a URSS, mas permaneceu um estado neutro, embora cada vez mais inclinado à Alemanha (ver Paz Provisória).
As consequências do conflito foram múltiplas: embora a União Soviética tenha conquistado novos territórios, a guerra empurrou a Finlândia, neutra, para uma acomodação com a Alemanha nazista. Além disso, a invasão revelou as flagrantes fraquezas militares do Exército Vermelho. Isso levou a União Soviética a reorganizar suas forças militares, mas também representou mais um golpe para o prestígio internacional da URSS.
Como resultado de ter sofrido perdas desproporcionalmente altas em comparação com as tropas finlandesas — apesar de uma superioridade soviética quádrupla em tropas e uma superioridade quase absoluta em armas pesadas e aeronaves — o Exército Vermelho parecia ser um alvo fácil, o que contribuiu para a decisão de Hitler de planejar um ataque contra a União Soviética. A contagem oficial de baixas soviéticas na guerra ultrapassou 200.000, enquanto o primeiro-ministro soviético Nikita Khrushchev posteriormente afirmou que as baixas podem ter sido de um milhão.

### Soviéticos tomam os três países bálticos
Desde o início, houve tensão sobre os movimentos soviéticos na Estônia, Letônia e Lituânia, que estavam na esfera de influência soviética. Todos os três governos foram apresentados aos ultimatos de Stalin ameaçando com a guerra e não tiveram outra escolha a não ser assinar o chamado "Tratado de defesa e assistência mútua", que permitiu à União Soviética estabelecer uma série de bases militares em seu solo. A Alemanha nazista os aconselhou a aceitar as condições. Os três países bálticos concordaram com as demandas soviéticas e assinaram os "tratados de assistência mútua" em 28 de setembro, 5 de outubro e 10 de outubro de 1939, respectivamente (por 10 anos para a Estônia e Letônia e 15 anos para a Lituânia). A tensão incluiu o internamento de uma tripulação de submarino no incidente de Orzeł. Em 18 de outubro, 29 de outubro e 3 de novembro de 1939, as primeiras tropas soviéticas se mudaram para as bases militares na Estônia, Letônia e Lituânia sob os tratados.
A União Soviética expressou descontentamento com a inclinação dos três países bálticos em direção à Grã-Bretanha e à França, e com a chamada Entente Báltica de 1934, que poderia ter sido ostensivamente reorientada para a Alemanha, e posteriormente usou isso para acusar os governos bálticos de violação dos "tratados de assistência mútua" do outono de 1939. Em 25 de maio de 1940, após vários soldados soviéticos supostamente terem desaparecido de guarnições soviéticas na Lituânia, Molotov acusou a cidade de Kaunas de provocações. Em 14 de junho, o Comissário do Povo para a Defesa, Timoshenko, ordenou um bloqueio completo da Estônia, Letônia e Lituânia. A força aérea soviética abateu um avião de passageiros finlandês Kaleva que seguia de Tallinn em direção a Helsinque. Pouco antes da meia-noite, Molotov apresentou à Lituânia um ultimato de dez horas, exigindo a substituição do governo lituano por um pró-soviético e livre acesso para tropas soviéticas adicionais, ameaçando o país com ocupação imediata caso contrário.
O presidente lituano, Antanas Smetona, insistiu na resistência armada, mas não obteve o apoio da liderança militar, então a Lituânia aceitou o ultimato. O governo foi reorganizado e tropas soviéticas adicionais entraram na Lituânia. Vladimir Dekanozov foi enviado a Kaunas como enviado especial soviético. Na noite seguinte, Smetona fugiu para a Alemanha (e mais tarde para a Suíça e, em seguida, para os Estados Unidos). Em 16 de junho, Molotov apresentou ultimatos semelhantes à Letônia e à Estônia, citando preocupações soviéticas com a Entente Báltica, e elas também aceitaram. Ao mesmo tempo, a Wehrmacht começou a se concentrar ao longo da fronteira com a Lituânia.
Em meados de junho de 1940, quando a atenção internacional estava voltada para a invasão alemã da França, as tropas soviéticas da NKVD invadiram postos de fronteira na Lituânia, Estônia e Letônia. As administrações estatais foram liquidadas e substituídas por quadros soviéticos; como resultado, 34.250 letões, 75.000 lituanos e quase 60.000 estonianos foram deportados ou mortos. As eleições foram realizadas com candidatos pró-soviéticos listados para muitos cargos, com as assembleias populares resultantes solicitando imediatamente a admissão na URSS, que foi concedida pela União Soviética.

### Ocupação soviética da Bessarábia e da Bucovina do Norte
Com a França não mais em posição de ser a garantidora do status quo na Europa Oriental, e o Terceiro Reich pressionando a Romênia a fazer concessões à União Soviética, o governo romeno cedeu, seguindo o conselho da Itália e o exemplo recente da França de Vichy. (veja ocupação soviética da Bessarábia e da Bucovina do Norte)

### Tensões de agosto
As invasões finlandesa e báltica causaram uma deterioração das relações entre a Alemanha e a União Soviética. Devido às tensões causadas por essas invasões, ao atraso da Alemanha nas entregas de mercadorias e às preocupações de Stalin de que a guerra de Hitler com o Ocidente pudesse terminar rapidamente após a França assinar um armistício, em agosto de 1940, a União Soviética suspendeu brevemente suas entregas sob o Acordo Comercial Germano-Soviético. A suspensão criou problemas significativos de recursos para a Alemanha. No final de agosto, as relações melhoraram novamente.

### Negociações soviéticas sobre a adesão ao Eixo
Depois que a Alemanha firmou um Pacto Tripartite com o Japão e a Itália, em outubro de 1940, Ribbentrop escreveu a Stalin sobre "a missão histórica das Quatro Potências - a União Soviética, a Itália, o Japão e a Alemanha - de adotar uma política de longo alcance e direcionar o desenvolvimento futuro de seus povos para os canais certos, delimitando seus interesses em escala mundial". Stalin respondeu, referindo-se à celebração de um acordo sobre uma "base permanente" para seus "interesses mútuos". Stalin enviou Molotov a Berlim para negociar os termos para a União Soviética se juntar ao Eixo e potencialmente desfrutar dos despojos do pacto.

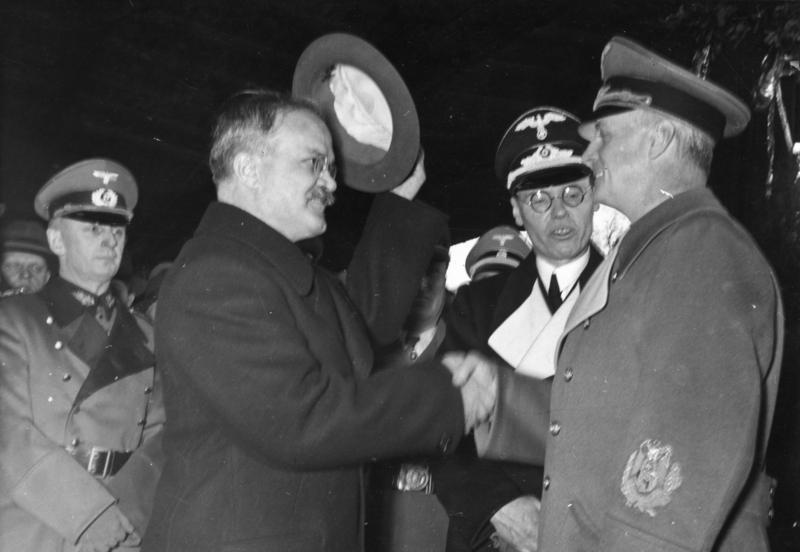
Joachim von Ribbentrop recebendo Vyacheslav Molotov em Berlim, novembro de 1940

Ribbentrop pediu a Molotov que assinasse outro protocolo secreto com a declaração: "O ponto focal das aspirações territoriais da União Soviética presumivelmente estaria centrado ao sul do território da União Soviética na direção do Oceano Índico." Molotov assumiu a posição de que não poderia tomar uma "posição definitiva" sobre isso sem o acordo de Stalin. Em resposta a um rascunho escrito alemão do acordo das quatro potências, Stalin apresentou uma contraproposta escrita, incluindo a adesão dos soviéticos ao Eixo das quatro potências se a Alemanha impedisse a atuação na esfera de influência soviética. A Alemanha nunca respondeu à contraproposta.

### Acordo de Fronteira e Comercial de janeiro de 1941
Em 10 de janeiro de 1941, a Alemanha e a União Soviética assinaram um acordo que resolveu várias questões em andamento. O acordo estabeleceu formalmente a fronteira entre a Alemanha e a União Soviética entre o rio Igorka e o Mar Báltico, estendeu a regulamentação comercial do Acordo Comercial Alemão-Soviético de 1940 até 1º de agosto de 1942, aumentou as entregas acima dos níveis do primeiro ano desse acordo, estabeleceu direitos comerciais nos países bálticos e na Bessarábia, calculou a compensação pelos interesses de propriedade alemães nos Estados Bálticos agora ocupados pelos soviéticos e outras questões. Também cobriu a migração para a Alemanha dentro de dois meses e meio de alemães étnicos e cidadãos alemães em territórios bálticos controlados pelos soviéticos e a migração para a União Soviética de "nacionais" bálticos e "russos brancos" em territórios controlados pelos alemães. Os protocolos secretos do novo acordo estipulavam que a Alemanha renunciaria às suas reivindicações sobre uma parte do território lituano nos "Protocolos Adicionais Secretos" do Tratado de Fronteira e Amizade Germano-Soviético e receberia 7,5 milhões de dólares (31.5 milhões de ℛℳ ︁).
Os acordos forneceram à URSS novas armas, enquanto em troca ela forneceu à Alemanha um milhão de toneladas de grãos para ração, novecentos mil toneladas de petróleo, meio milhão de toneladas de fosfato, meio milhão de toneladas de minério de ferro, além de cromo e outras matérias-primas.

### Relações de meados de 1941
Num esforço para demonstrar intenções pacíficas em relação à Alemanha, em 13 de abril de 1941, os soviéticos assinaram um pacto de neutralidade com o Japão, potência do Eixo. Embora Estaline tivesse pouca fé no compromisso do Japão com a neutralidade, ele sentiu que o pacto era importante pelo seu simbolismo político, para reforçar o afecto público pela Alemanha.
Stalin sentiu que havia uma divisão crescente nos círculos alemães sobre se a Alemanha deveria iniciar uma guerra com a União Soviética. Stalin não sabia que Hitler estava discutindo secretamente uma invasão da União Soviética desde o verão de 1940, e que Hitler havia ordenado que seus militares no final de 1940 se preparassem para a guerra no leste, independentemente das conversas das partes sobre uma potencial entrada soviética como uma quarta potência do Eixo.
Em 1 de maio de 1941, uma delegação militar alemã, incluindo Ernst August Köstring e Hans Krebs, compareceu ao desfile militar soviético em Moscou em homenagem ao Dia Internacional dos Trabalhadores.

### Desenvolvimentos adicionais
Em 1940, a Alemanha Nazista prosseguiu sua conquista da Europa Ocidental: em 9 de abril de 1940, a Alemanha invadiu a Dinamarca e a Noruega. Em 15 de maio, a Holanda capitulou. Em 2 de junho, a Alemanha ocupou a Bélgica. Em 14 de junho, a Wehrmacht entrou em Paris. Em 22 de junho, a França se rendeu.
Os historiadores britânicos Alan S. Milward e W. Medicott mostram que a Alemanha Nazista — ao contrário da Alemanha Imperial — estava preparada apenas para uma guerra curta (Blitzkrieg). De acordo com Andreas Hillgruber, sem os suprimentos necessários da URSS e a segurança estratégica no Leste, a Alemanha não poderia ter tido sucesso no Oeste. Se a União Soviética tivesse aderido ao bloqueio anglo-francês, a economia de guerra alemã logo teria entrado em colapso. Se a Alemanha tivesse sido forçada a depender de suas próprias matérias-primas em setembro de 1939, esses recursos teriam durado apenas 9 a 12 meses.
Segundo o Sr. Rapoport, "um dos primeiros presentes de Estaline aos nazis foi entregar cerca de 600 comunistas alemães, a maioria deles judeus, à Gestapo em Brest-Litovsk, na Polónia ocupada pelos alemães". Os soviéticos também ofereceram apoio aos nazis em declarações oficiais: o próprio Josef Stalin enfatizou que foi a aliança anglo-francesa que atacou a Alemanha, e não o contrário, e Molotov afirmou que a Alemanha tinha feito esforços de paz, que tinham sido rejeitados pelos "imperialistas anglo-franceses".
Ao invadir a Polônia e anexar os Estados Bálticos, a Alemanha Nazista e a União Soviética eliminaram os estados-tampão entre si e aumentaram a ameaça de guerra.

## Volksdeutschena União Soviética
Os alemães étnicos na União Soviética da década de 1920 desfrutavam de um certo grau de autonomia cultural; havia oito distritos nacionais na Ucrânia, além de vários na Rússia propriamente dita, um em cada uma das Geórgia, Azerbaijão e República Socialista Soviética Autônoma dos Alemães do Volga (RSSA Alemã do Volga), escolas e jornais, em conformidade com a política de delimitação nacional na União Soviética.

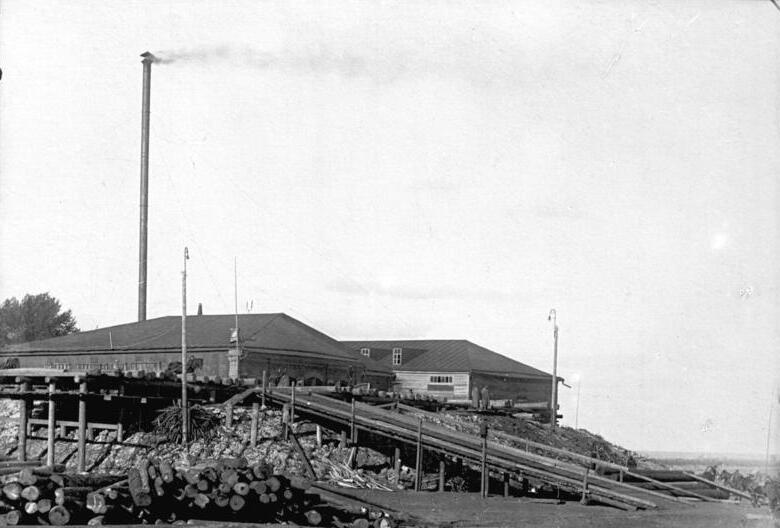
Uma serraria em Pokrovsk, capital da República Socialista Soviética Autônoma Alemã do Volga, 1928

Em setembro de 1929, descontentes com a reintrodução das requisições coercitivas de grãos e a coletivização da agricultura, milhares de camponeses soviéticos de ascendência alemã (principalmente menonitas) reuniram-se em Moscou, exigindo vistos de saída para emigrar para o Canadá, provocando um escândalo político significativo na Alemanha, que azedou as relações germano-soviéticas. A instituição de caridade "Irmãos em Socorro" foi criada na Alemanha para arrecadar fundos para os alemães soviéticos. O próprio presidente Paul von Hindenburg doou 200,000 ℛℳ ︁ do seu próprio dinheiro para esse fim. O governo soviético permitiu inicialmente que 5.461 alemães emigrassem, mas depois deportou os restantes 9.730 de volta aos seus locais de residência originais. No entanto, ao longo de 1930, o governo soviético continuou a fazer esforços para aumentar o número e a qualidade das instituições nacionais alemãs na União Soviética.
As primeiras prisões em massa e julgamentos espetaculares visando especificamente os alemães soviéticos (aqueles que eram considerados contra-revolucionários) ocorreram na União Soviética durante o terror ucraniano de 1933. No entanto, com o decreto do Comitê Central do Partido Comunista da União Soviética de 5 de novembro de 1934, a campanha anti-alemã doméstica assumiu dimensões de toda a União.
Em 1933-1934, foi lançada uma campanha na Alemanha para ajudar os Volksdeutsche soviéticos durante a fome, enviando pacotes de comida e dinheiro.
Profundamente preocupada com os laços étnicos transfronteiriços das minorias nacionais (como alemães, poloneses e finlandeses), em 1934 a União Soviética decidiu criar uma nova zona de segurança fronteiriça ao longo de sua fronteira ocidental e, em 1935-1937, nacionalidades potencialmente desleais (incluindo a alemã) foram em sua maioria (embora não completamente) deportadas desta faixa de terra para as partes internas da União Soviética pela NKVD. As instituições nacionais alemãs foram gradualmente abolidas.
Em 1937-1938, a NKVD conduziu operações em massa "para a destruição de contingentes de espionagem e sabotagem" (conhecidas como Operações Nacionais da NKVD) entre nacionalidades da diáspora contra cidadãos soviéticos e estrangeiros (resultando em prisão e geralmente execução), incluindo uma campanha da NKVD contra alemães, na verdade visando indiscriminadamente minorias nacionais durante o Grande Terror. Ao mesmo tempo, todos os distritos e escolas nacionais alemães e de outras diásporas na União Soviética, exceto a República Socialista Soviética Autônoma dos Alemães do Volga e as escolas alemãs dentro daquela república, foram abolidos.
O governo soviético tinha tomado uma decisão prévia de evacuar toda a população de origem alemã em caso de invasão alemã, que foi imediatamente implementada após a invasão real, transferindo à força 1,2 milhões de cidadãos de origem alemã da Rússia europeia para a Sibéria e a Ásia Central Soviética.

## Consequências

### Hitler quebra o Pacto

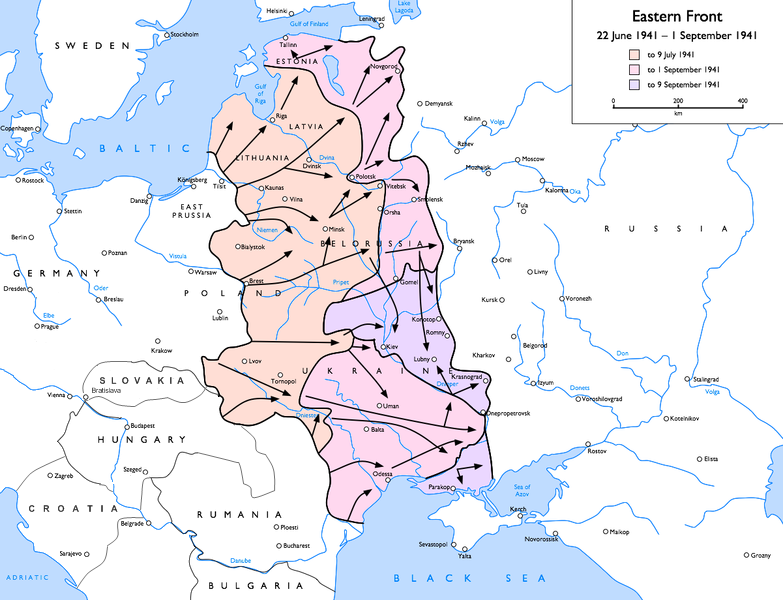
Avanços alemães durante a Operação Barbarossa, de 22/06/1941 a 09/09/1941

A Alemanha Nazista encerrou o Pacto Molotov-Ribbentrop com sua invasão da União Soviética na Operação Barbarossa em 22 de junho de 1941. Após o lançamento da invasão, os territórios que haviam sido conquistados pela União Soviética como resultado do Pacto Molotov-Ribbentrop foram perdidos em questão de semanas. Nas três semanas seguintes à quebra do Pacto, a União Soviética tentou se defender contra vastos avanços alemães; no processo, a União Soviética sofreu 750.000 baixas e perdeu 10.000 tanques e 4.000 aeronaves. Em seis meses, os militares soviéticos sofreram 4,3 milhões de baixas e os alemães capturaram três milhões de prisioneiros soviéticos, dois milhões dos quais morreriam em cativeiro alemão em fevereiro de 1942. As forças alemãs avançaram 1.050 milhas (1.690 quilômetros) e mantiveram uma frente medida linearmente de 1.900 milhas (3.058 quilômetros).

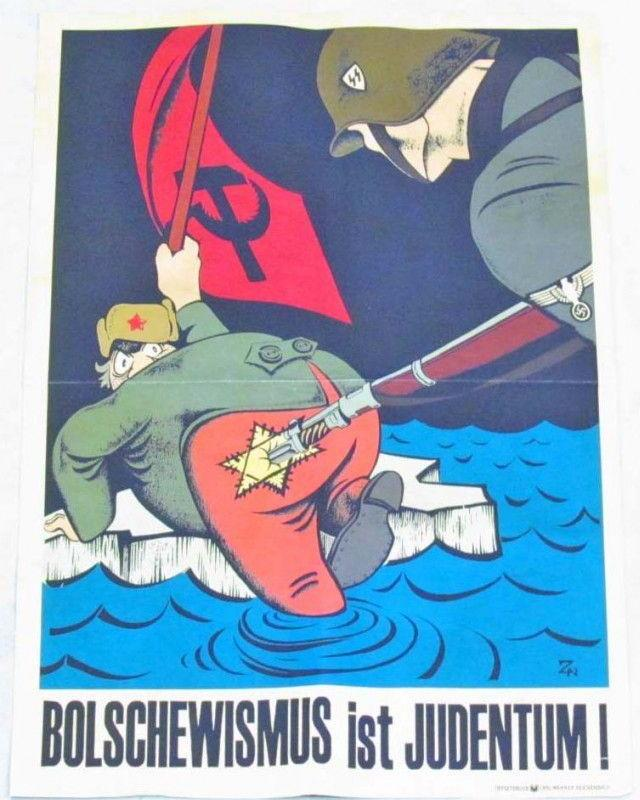
Cartaz de propaganda antissoviética e antissemita na Alemanha nazista

### Negação da existência do Protocolo Secreto pela União Soviética
As autoridades alemãs encontraram uma cópia microfilmada dos protocolos secretos do Pacto Molotov-Ribbentrop em 1945 e forneceram-na às forças militares dos Estados Unidos. Apesar da publicação da cópia recuperada na mídia ocidental, durante décadas foi política oficial da União Soviética negar a existência do protocolo secreto.
Após as manifestações da Cadeia Báltica de 23 de agosto de 1989, uma comissão soviética concluiu em dezembro de 1989 que o protocolo existia. Em 1992, somente após a dissolução da União Soviética, o próprio documento foi desclassificado.

### Comentários do pós-guerra sobre o momento da reaproximação
Após a guerra, historiadores têm discutido sobre o início da reaproximação germano-soviética. Há muitos pontos de vista conflitantes na historiografia sobre quando o lado soviético começou a buscar a reaproximação e quando as negociações políticas secretas começaram.
Alguns estudiosos argumentam que por muito tempo a doutrina de segurança coletiva foi uma posição sincera e unânime da liderança soviética, perseguindo uma linha puramente defensiva, enquanto outros afirmam que desde o início a União Soviética pretendia cooperar com a Alemanha nazista, sendo a segurança coletiva meramente uma tática de contra-ataque a alguns movimentos alemães hostis. No entanto, talvez Moscou tenha procurado evitar uma grande guerra na Europa porque não era forte o suficiente para lutar uma guerra ofensiva; mas houve muita discordância sobre a política entre Litvinov e Molotov sobre como atingir esse objetivo, e Stalin alternou entre suas posições, inicialmente perseguindo ambas as linhas contraditórias simultaneamente bem cedo e abandonando a segurança coletiva apenas em algum momento em 1939.
A Alemanha Nazista iniciou a sua busca por um pacto com a União Soviética em algum momento na primavera de 1939, a fim de evitar uma aliança anglo-soviética-francesa e garantir a neutralidade soviética numa futura guerra polaco-alemã.
Alguns argumentam que a reaproximação poderia começar já em 1935-1936, quando o representante comercial soviético em Berlim, David Kandelaki, fez tentativas de negociações políticas em nome de Stalin e Molotov, pelas costas de Litvinov. O discurso de Molotov ao Comitê Executivo Central do Soviete Supremo em janeiro de 1936 é geralmente considerado como um marco dessa mudança de política. Assim, a linha antigermânica de Litvinov não gozou de apoio unânime pela liderança soviética muito antes de sua demissão. Walter Krivitsky, um agente do NKVD, que desertou na Holanda em 1937, relatou em suas memórias em 1938 que já então Stalin havia buscado melhores relações com a Alemanha. De acordo com outros historiadores, essas foram meramente respostas às aberturas alemãs para a détente.
Também é possível que a mudança de política externa tenha ocorrido em 1938, após o Acordo de Munique, que se tornou a derrota final da política anti-alemã de segurança colectiva de Litvinov, que foi marcada pela observação relatada sobre uma inevitável quarta partição da Polónia feita pelo deputado de Litvinov, Vladimir Potemkin, numa conversa com o embaixador francês Robert Coulondre pouco depois.
A viragem em direção à Alemanha também poderia ter sido feita no início de 1939, marcada pelo discurso de Stalin no 18.º Congresso do Partido Comunista da União Soviética, em março de 1939, pouco depois da ocupação alemã da Tchecoslováquia, quando alertou que as democracias ocidentais estavam a tentar provocar um conflito entre a Alemanha e a União Soviética e declarou o não envolvimento da União Soviética em disputas intercapitalistas, o que é por vezes considerado um sinal para Berlim.
De acordo com outros, o primeiro sinal de uma détente política germano-soviética foi a conversa entre o embaixador soviético Aleksey Merekalov e Ernst von Weizsäcker, Secretário de Estado do Ministério das Relações Exteriores da Alemanha, em 17 de abril de 1939, quando o primeiro insinuou uma possível melhora das relações. Isso foi seguido por uma série de sinais alemães percebidos de boa vontade e a substituição de Litvinov por Molotov. De acordo com Geoffrey Roberts, documentos recentemente divulgados dos arquivos diplomáticos soviéticos mostram que os historiadores ocidentais estavam enganados ao presumir que a reunião Merekalov-Weiszäcker de abril de 1939 foi a ocasião para os sinais soviéticos de um desejo de détente com a Alemanha nazista. Seu ponto de vista, apoiado por Derek Watson e Jonathan Haslam, é que foi somente no final de julho de 1939–agosto de 1939 que a mudança de política ocorreu e que foi uma consequência e não uma causa do colapso das negociações da tríplice aliança anglo-soviética-francesa. Deve ter ficado claro para Molotov e Stalin em agosto de 1939, que um acordo com a Alemanha evitava uma guerra imediata com aquele país e poderia satisfazer as ambições territoriais soviéticas no leste da Polônia, Estônia, Letônia, Lituânia, Finlândia e Bessarábia; enquanto uma aliança com a Grã-Bretanha e a França não oferecia ganhos territoriais e arriscava uma guerra com a Alemanha na qual a URSS provavelmente suportaria o peso de um ataque alemão.

## Embaixadores soviéticos em Berlim
- Adolph Joffe (1918)
- Nikolai Krestinski (1921–1930)
- Lev Khinchuk (1930–1934)
- Jakob Suritz (1934–1937)
- Konstantin Yurenev (1937)
- Alexei Merekalov (1938–1939)
- Georgy Astakhov (1939)
- Alexander Shkvartsev (1939–1940)
- Vladimir Dekanozov (1940–1941)

## Embaixadores alemães em Moscou
- Wilhelm Mirbach (1918)
- Karl Helfferich
- Kurt Wiedenfeld [de]
- Ulrich von Brockdorff-Rantzau (1922–1928)
- Herbert von Dirksen (1928–1933)
- Rudolf Nadolny (1933–1934)
- Friedrich von der Schulenburg (1934–1941)